# Batman: Arkham Asylum
Vous lisez un « article de qualité » labellisé en 2024.
Pour les articles homonymes, voir Batman (homonymie) et Asylum.
Batman: Arkham Asylum est un jeu vidéo d'action-aventure, sorti en 2009, développé par Rocksteady Studios et édité par Eidos Interactive, en collaboration avec Warner Bros. Games. Basé sur le super-héros de DC Comics Batman, Arkham Asylum s'inspire grandement de l'univers des bandes dessinées. Dans le scénario principal du jeu, Batman combat son ennemi juré, le Joker, qui est à l'origine d'un complot élaboré visant à prendre le contrôle de l'Asile d'Arkham qui se trouve sur une île, à y piéger Batman avec un grand nombre de ses ennemis incarcérés — tels que Harley Quinn, Bane, Victor Zsasz, Killer Croc et Poison Ivy — et à menacer Gotham City à l'aide de bombes cachées.
Le jeu use d'un point de vue à la troisième personne et se concentre principalement sur les capacités de combat et de furtivité de Batman, sur ses talents de détective et sur les gadgets qu'il peut utiliser en combat et en exploration. Batman peut se déplacer librement dans l'Asile d'Arkham, interagir avec les personnages, entreprendre des missions et débloquer de nouvelles zones en progressant dans l'histoire principale ou en obtenant de nouveaux équipements. Le joueur peut accomplir des missions secondaires en dehors de l'histoire principale pour débloquer du contenu supplémentaire et des objets à collectionner. Le combat consiste à enchaîner les attaques contre de nombreux ennemis tout en évitant les dégâts, tandis que la furtivité permet à Batman de se dissimuler dans une zone, en utilisant des gadgets et l'environnement pour éliminer silencieusement ses ennemis.
Après avoir obtenu les droits pour concevoir un jeu Batman au printemps 2007, Eidos Interactive propose à Rocksteady Studios de développer un jeu autour de la licence après avoir vu leur travail sur différents prototypes créés à l'aide d'Unreal Engine 3. Kevin Conroy, Mark Hamill et Arleen Sorkin reprennent respectivement leur rôle de Batman, le Joker et Harley Quinn, qu'ils tiennent dans le DC Animated Universe. La conception du jeu s'inspire notamment des œuvres de Neal Adams et de Frank Miller consacrées à Batman, ainsi que du roman graphique Arkham Asylum. La production d'Arkham Asylum subit plusieurs évolutions, affinant à la fois le gameplay et l'histoire principale, ce qui entraîne la suppression d'éléments de l'intrigue et de certains des principaux ennemis de Batman. Le studio conserve l'esthétique sombre et gothique propre à l'univers de Batman, tout en apportant de la diversité visuelle, notamment inspirée par l'architecture victorienne.
Arkham Asylum sort dans le monde entier sur PlayStation 3 et Xbox 360 en août 2009, suivi d'une version Windows. Le jeu est alors salué par la critique, en particulier pour sa narration et ses combats. À sa sortie, de nombreux critiques le qualifient de « plus grand jeu de bande dessinée de tous les temps ». Il est régulièrement cité comme l'un des plus grands jeux vidéo jamais réalisés. Il remporte plusieurs prix, dont ceux du meilleur jeu d'action et d'aventure, du meilleur jeu et du jeu de l'année, décernés par divers médias, et entre dans le Livre Guinness des records avec la distinction de « jeu de super-héros le mieux noté de tous les temps par la presse spécialisée ». Le jeu fait l'objet de plusieurs rééditions, dont une édition « Jeu de l'année » en 2010 et une version remastérisée en 2016. Le succès d'Arkham Asylum donne naissance à la franchise Batman: Arkham, qui comprend des suites et des spin-off de jeux vidéo, des bandes dessinées, des produits dérivés ainsi qu'un film d'animation. Le jeu a notamment pour suites Batman: Arkham City et Batman: Arkham Knight du même studio, ainsi qu'une préquelle du nom de Batman: Arkham Origins développée par WB Games Montréal.

## Trame

### Généralités et personnages
Arkham Asylum se déroule à l'Asile d'Arkham, un hôpital psychiatrique fictif situé sur l'île d'Arkham près des côtes de Gotham City. L'institut abrite des criminels fous dont de nombreux super-vilains et ennemis de Batman. Le personnage incarné par le joueur est Bruce Wayne / Batman, aussi appelé le Chevalier Noir, interprété par Kevin Conroy, un playboy milliardaire qui devient justicier masqué, combattant le crime sous son costume inspiré de la chauve-souris,.
Le principal antagoniste du jeu est le Joker, interprété par Mark Hamill,. Némésis de Batman, il prend le contrôle de l'île grâce à son acolyte Harley Quinn, interprétée par Arleen Sorkin, une ancienne psychiatre de l'asile, du nom d'Harleen Quinzel, qui est tombée amoureuse du « Clown Prince du Crime » lorsque celui-ci y était interné. Batman est notamment aidé à distance par Barbara Gordon / Oracle (Kimberly Brooks), qui lui procure entre autres des informations. Auparavant connue comme Batgirl, elle prend cette nouvelle identité secrète après être devenue paraplégique à la suite d'un tir du Joker à la colonne vertébrale. Son père, le commissaire de police James « Jim » Gordon (Tom Kane), est présent sur l'île lors de l'émeute.
Sur l'île, Batman doit faire face à plusieurs super-vilains. Il affronte Bane (Fred Tatasciore), un criminel massif ayant une force surhumaine grâce au composé « Venom » qui coule dans ses veines ; Victor Zsasz (Danny Jacobs), un tueur en série qui laisse une marque sur son corps à chacun de ses meurtres ; Killer Croc (Steven Blum), un homme qui, des suites d'une rare mutation qu'il a depuis la naissance, ressemble à un crocodile ; Poison Ivy (Tasia Valenza), hybride mi-humaine mi-végétale à la suite d'une mauvaise expérience, qui peut contrôler les plantes et qui est devenue une écoterroriste ; et l'Épouvantail (Dino Andrade), qui se sert de son hallucinogène pour faire croire à ceux qui le respirent que leur pire peur se matérialise,,. L'Homme-mystère (Wally Wingert) n'apparaît pas physiquement mais communique avec Batman, le mettant au défi de résoudre ses énigmes,,.
Parmi les autres personnages notables, on trouve le directeur de l'asile Quincy Sharp (Tom Kane), le Dr Penny Young (Cree Summer) qui est chargée du mystérieux Projet Titan, Aaron Cash (Duane R. Shepard Sr.), qui est un des gardes de l'asile, le métamorphe Gueule d'argile qui prend la forme de plusieurs personnages afin de duper les gardes pour être libéré de sa cellule, et le journaliste Jack Ryder (James Horan). Thomas (Kevin Conroy) et Martha Wayne (Tasia Valenza), les parents de Bruce Wayne, apparaissent lors d'un des cauchemars causés par l'Épouvantail.

Portraits de plusieurs membres de la distribution du jeu
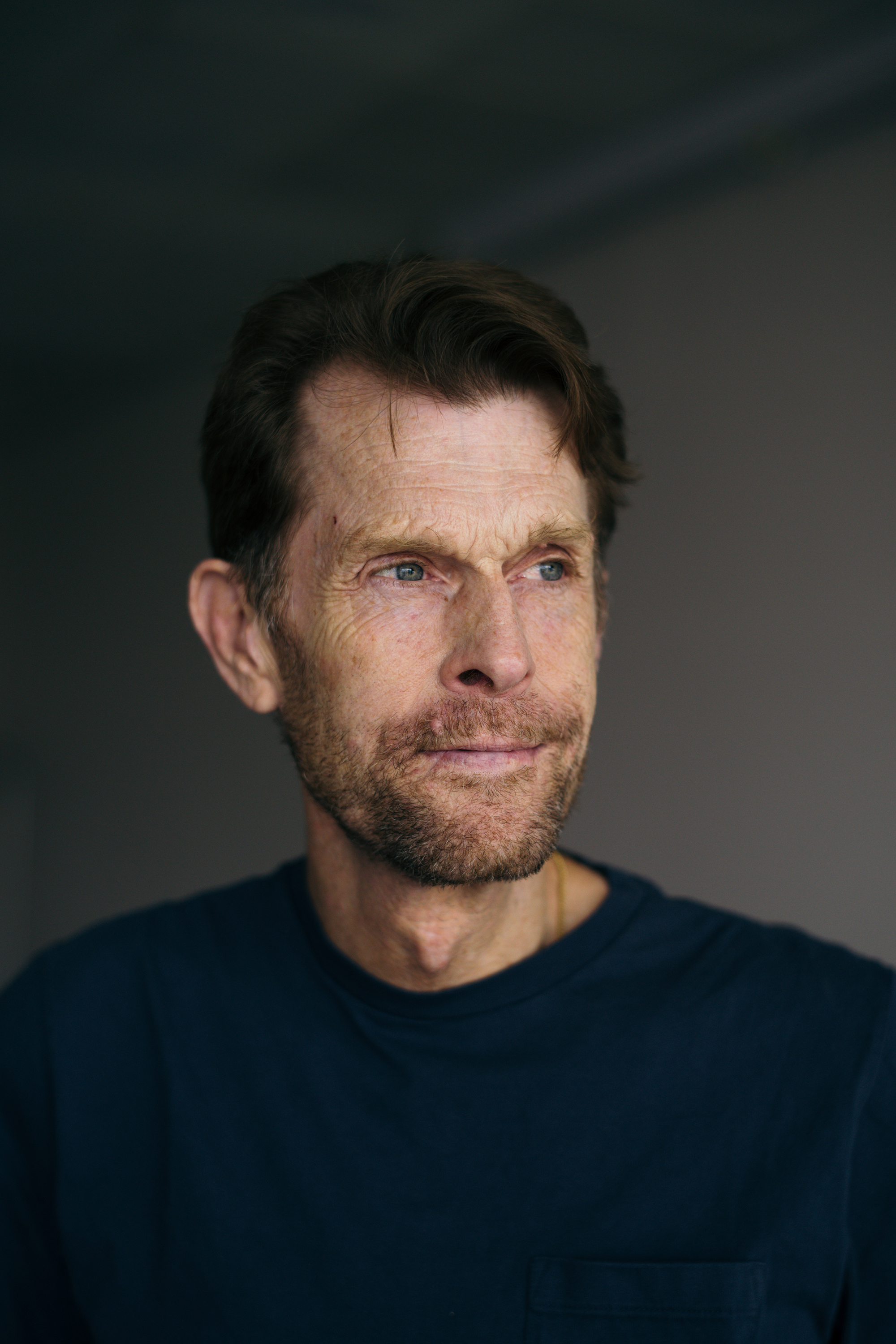
Kevin Conroy en 2018.
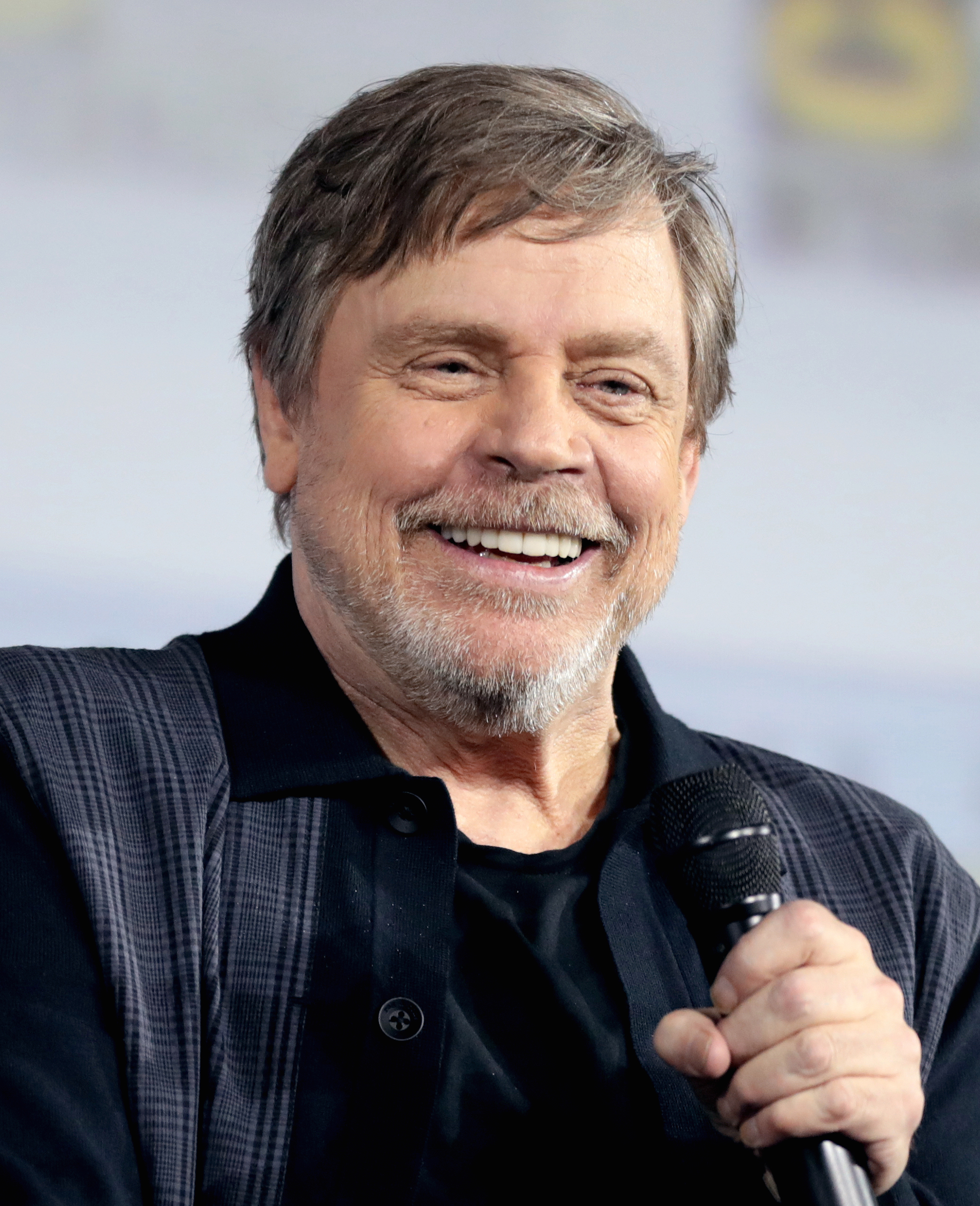
Mark Hamill en 2019.
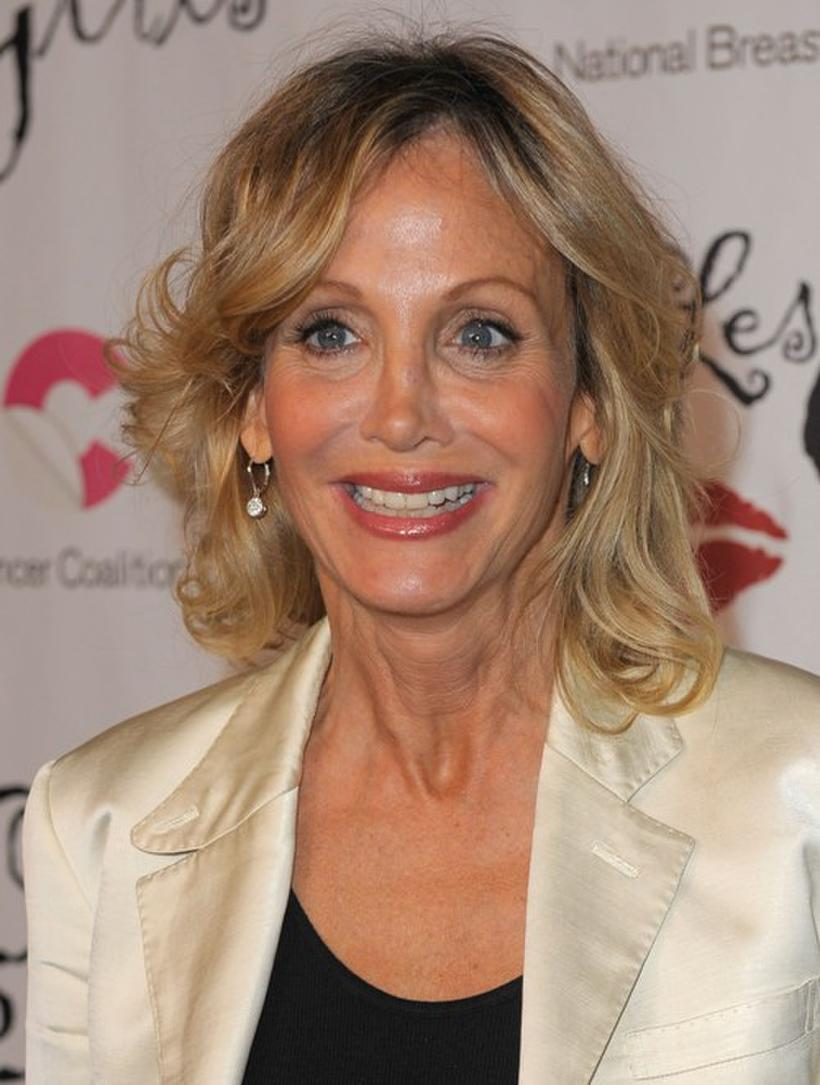
Arleen Sorkin en 2011.
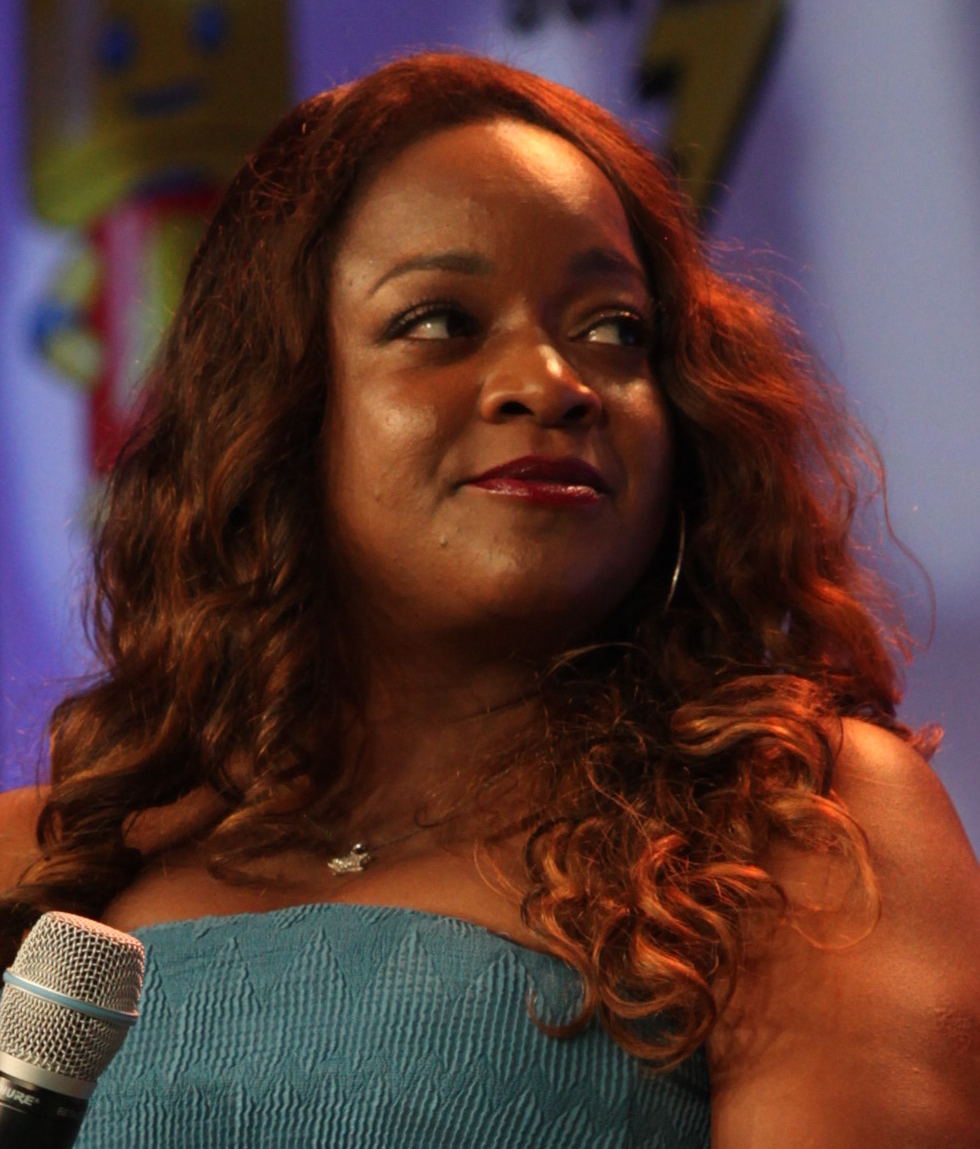
Kimberly Brooks en 2018.
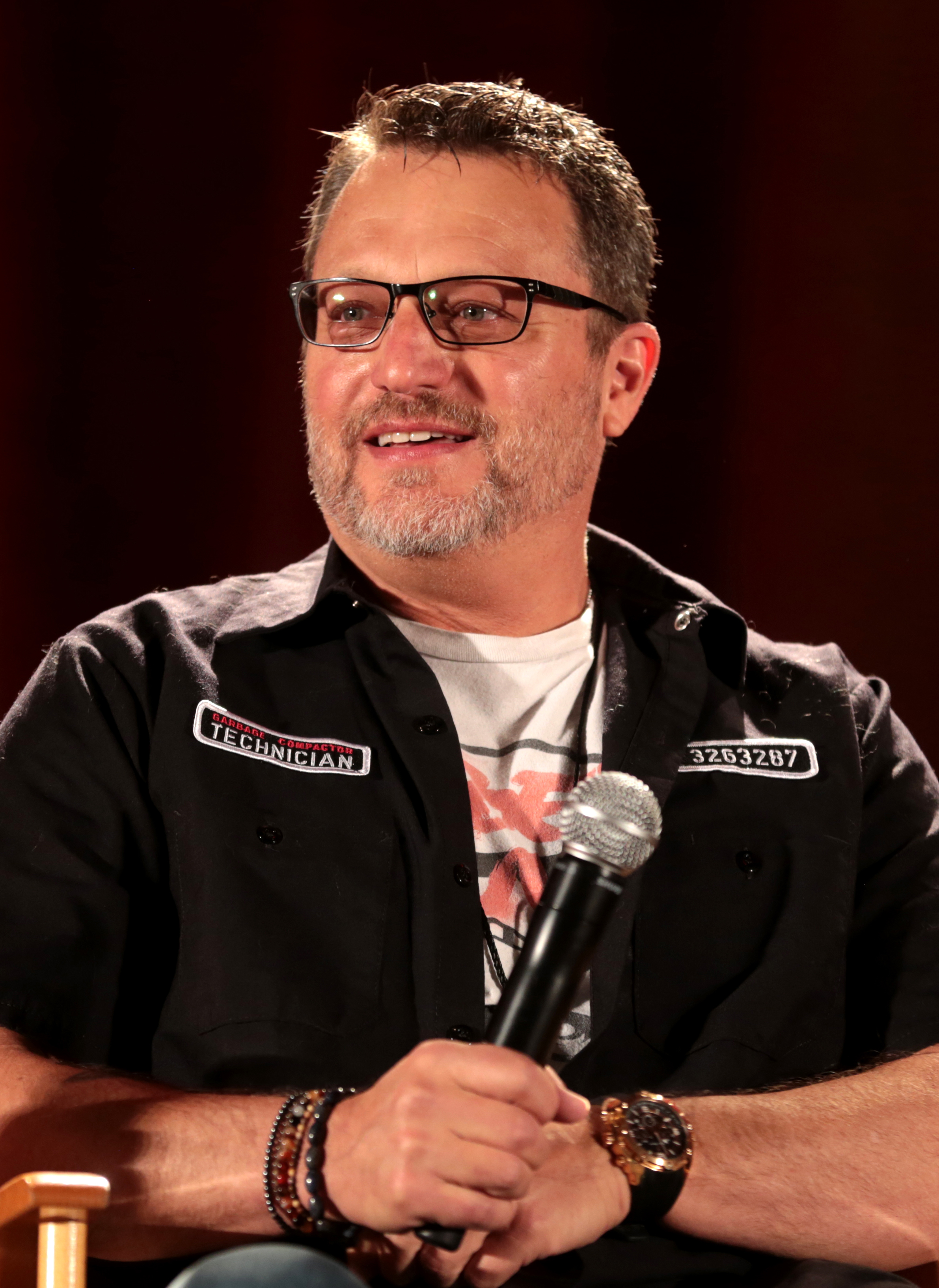
Steven Blum en 2018.
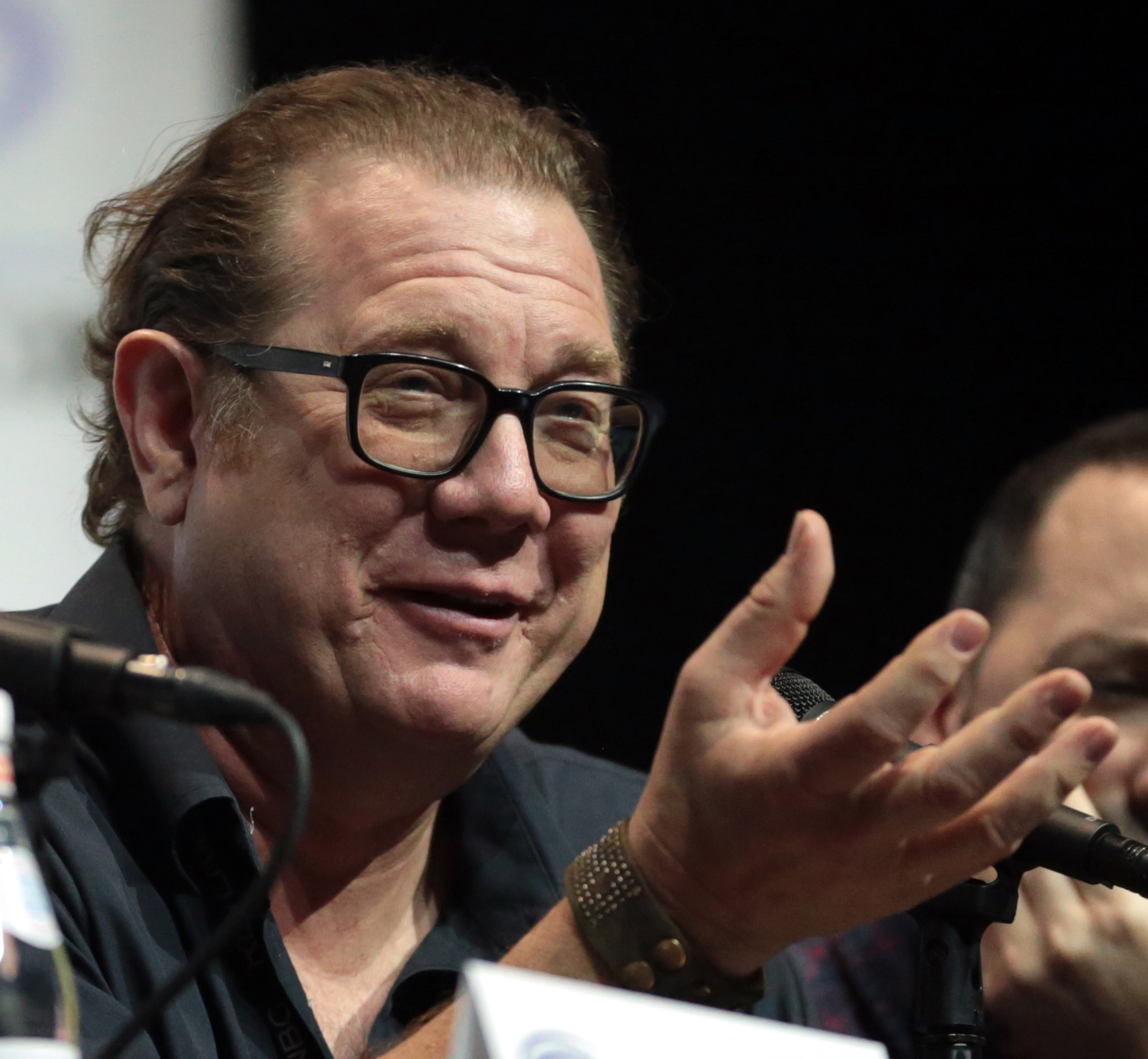
Fred Tatasciore en 2018.
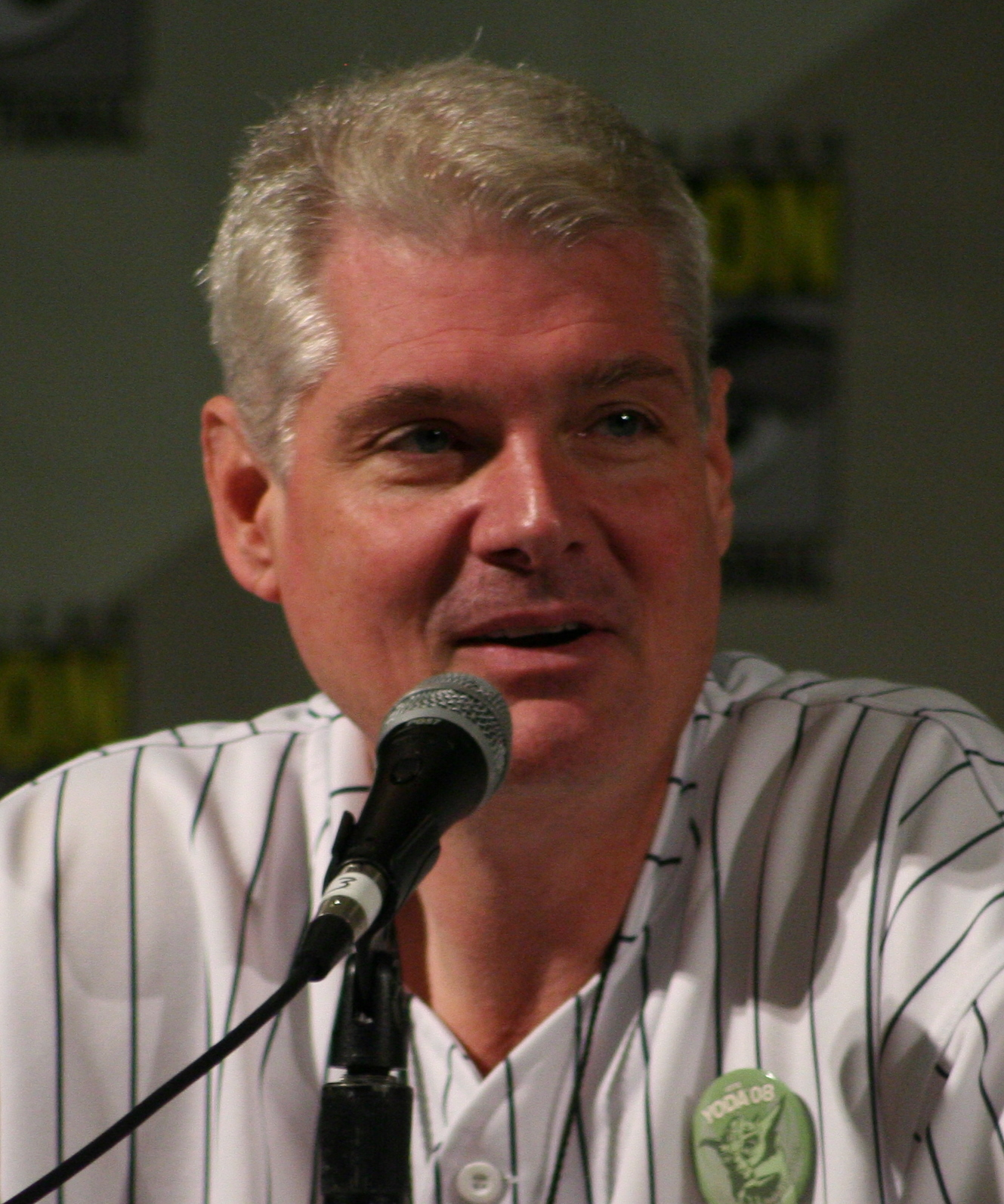
Tom Kane en 2008.
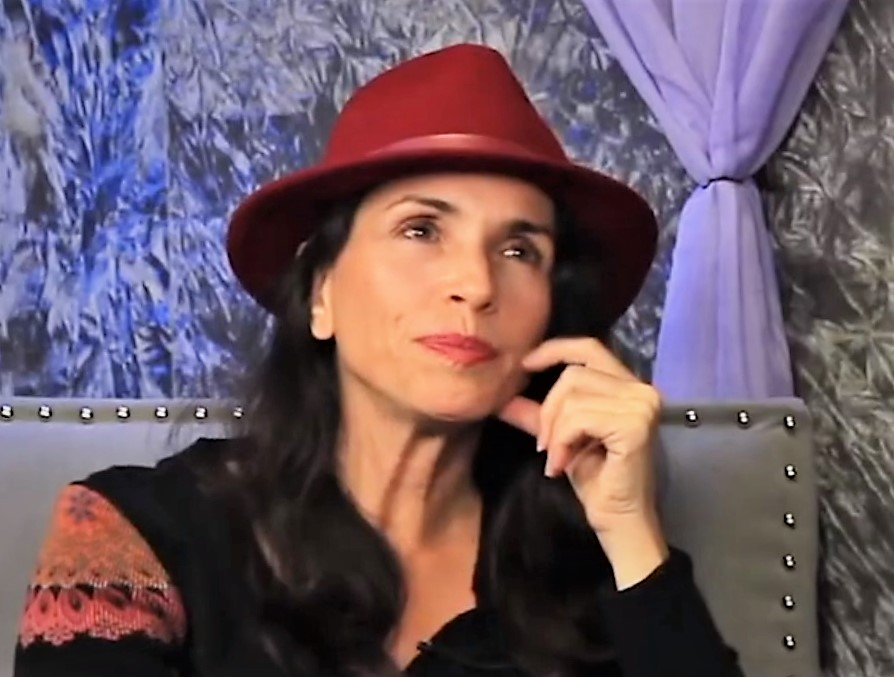
Tasia Valenza en 2020.
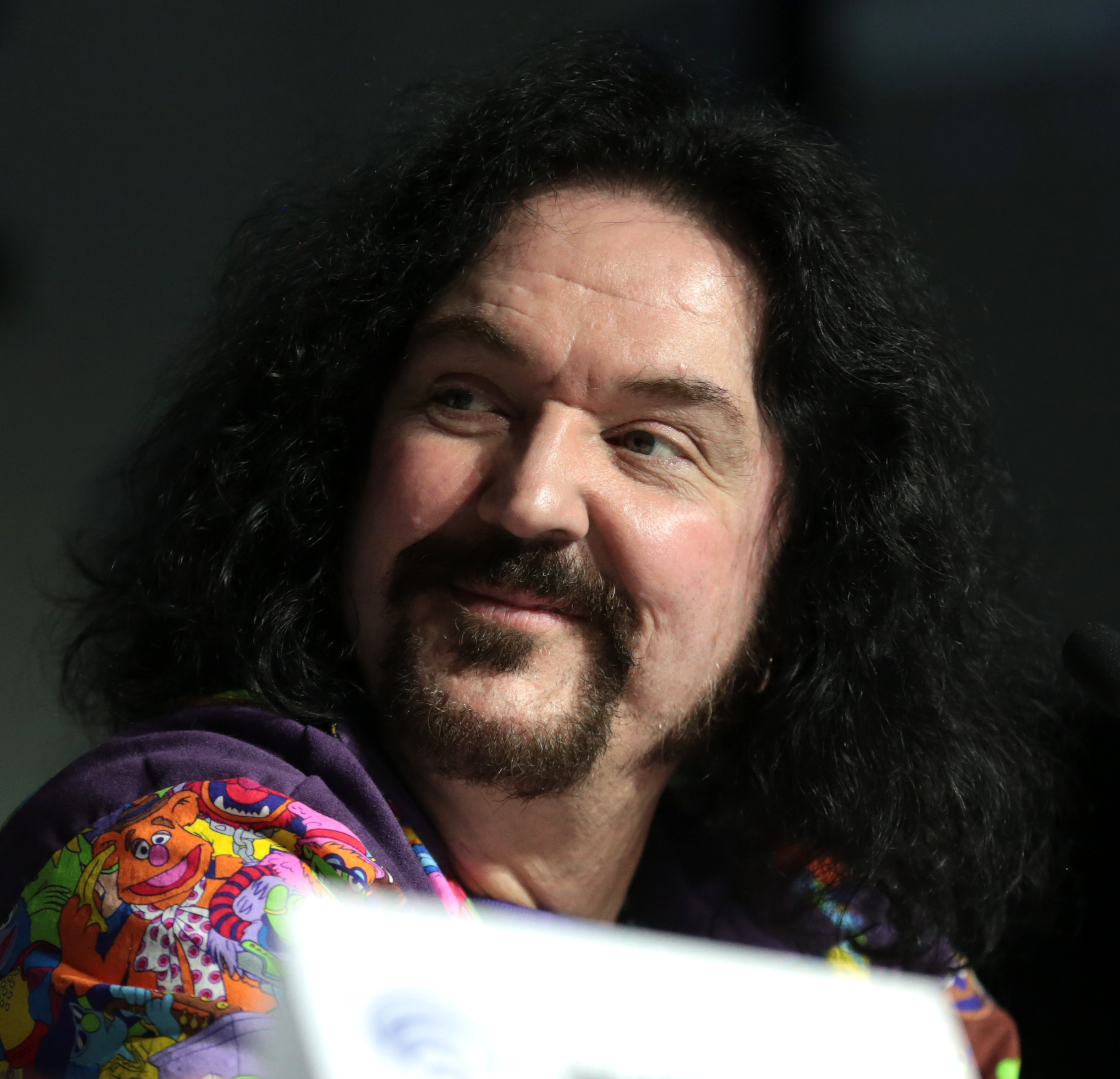
Wally Wingert en 2018.

### Résumé

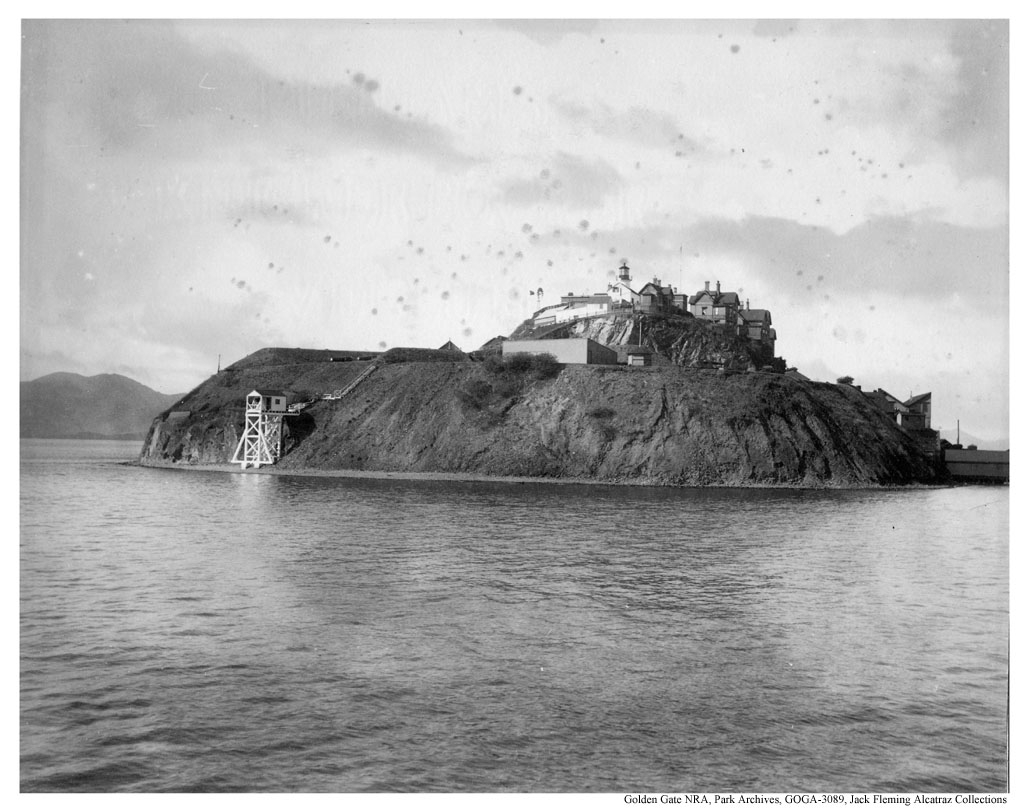
L'environnement évoque l'île d'Alcatraz,.

#### Prologue
Une fois encore, Batman vient de capturer le Joker après que celui-ci a pris le maire de Gotham City en otage. Il le ramène à l'Asile d'Arkham, situé sur une île au large de Gotham. À la suite d'un incendie, un grand nombre de détenus de la prison de Blackgate sont temporairement délocalisés à Arkham, parmi lesquels de nombreux hommes du Joker.
Méfiant, Batman trouve que la capture du Joker a été un peu trop facile et, devant sa docilité, préfère accompagner les gardes jusqu'à sa cellule. Au cours de l'escorte, il rencontre Quincy Sharp, le directeur de l'asile, mais aussi un de ses plus fidèles alliés, le commissaire Gordon.
Soudainement, le Joker se défait de son escorte tandis que la sécurité de l'asile est neutralisée par Harley Quinn, permettant au Joker et à ses hommes de s'échapper et de prendre le contrôle total de l'île. Batman comprend rapidement que les derniers évènements, y compris l'incendie de Blackgate, font partie des plans du Joker et que des complices à l'intérieur même de l'asile l'ont aidé à s'échapper.

#### Déroulement
| Photo en buste d'un homme déguisé en Joker, avec un sourire machiavélique.                      |  | Photo en buste d'une femme souriante et déguisée en Harley Queen. |
| Aidé par Harley Quinn, le Joker a élaboré un plan pour prendre le contrôle de l'Asile d'Arkham. |  |                                                                   |

Le Joker menace de faire exploser des bombes dans Gotham si quiconque de l'extérieur vient en aide à Arkham, contraignant Batman à agir seul. Aidé à distance par Oracle, il doit rapidement venir en aide à Quincy Sharp, tous les gardes et les médecins retenus dans les bâtiments, mais aussi au commissaire Gordon, enlevé par Frank Boles, un garde corrompu.
Batman trouve Boles mort puis se met de nouveau à la recherche de Gordon. Ce dernier se trouve au centre médical et est retenu par Harley Quinn. Batman libère Gordon et découvre dans la même pièce Bane. Ce dernier est installé dans une machine qui pompe et filtre son sang pour en récupérer le venin qui lui fournit une force surhumaine. Le Joker le libère, mais Batman parvient à le mettre hors d'état de nuire en projetant la Batmobile sur lui, le poussant dans la baie. Gordon retourne à Gotham, tandis que Batman part sauver le docteur Young, responsable du projet Titan.

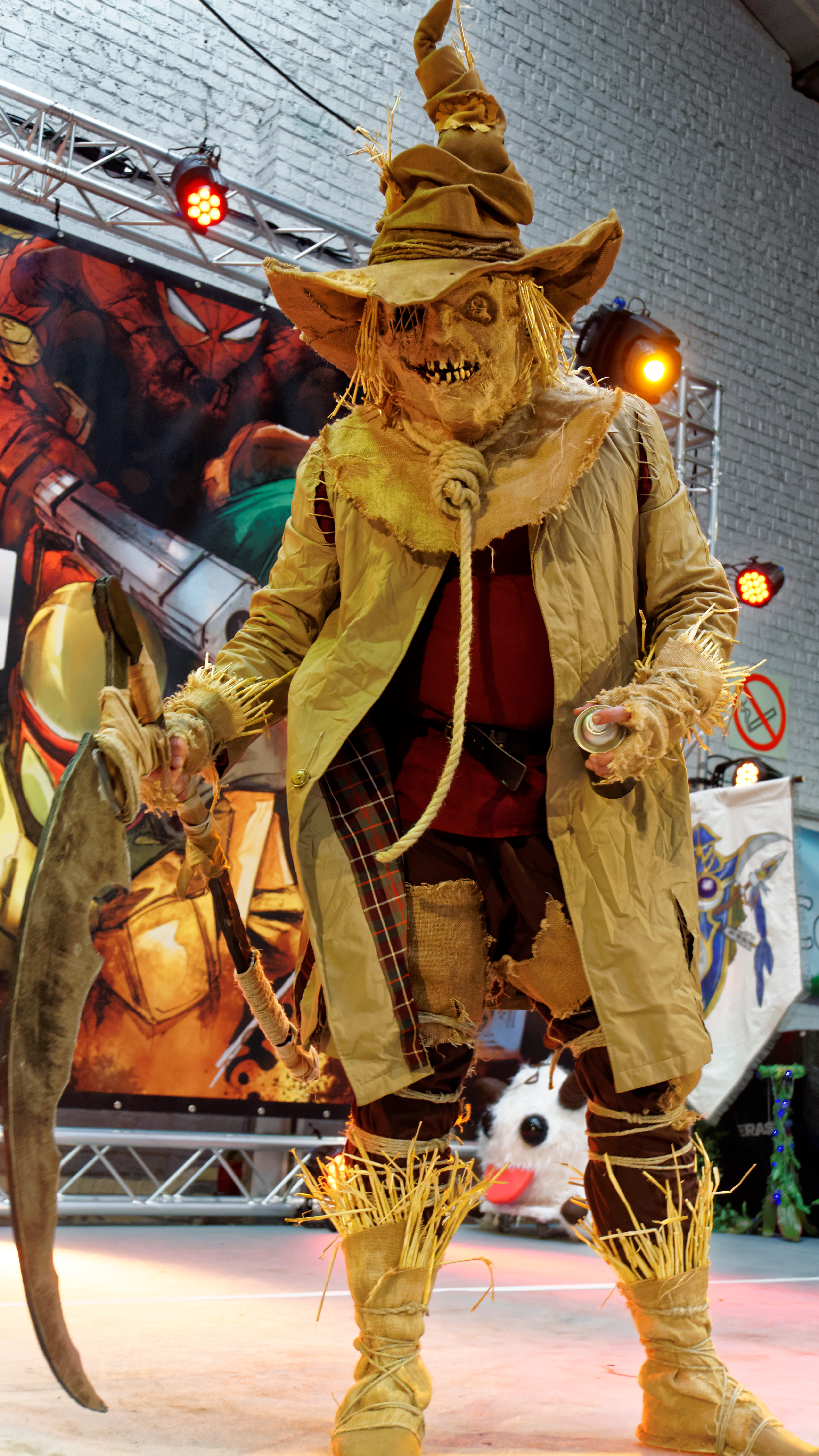
L'Épouvantail ponctue le jeu de plusieurs séquences cauchemardesques.

Il parvient à rejoindre une petite Batcave qu'il a installée sur l'île quelques années auparavant, ce qui lui permet d'analyser les premières données avec Oracle. Le Chevalier Noir comprend alors que le véritable objectif du Joker est de développer un produit chimique, appelé « Titan », qui est développé dans l'asile à partir du venin de Bane, et de créer une armée de mutants surpuissants, le tout avec l'aide du docteur Young, qu'il a contraint de participer. Batman retrouve Young et la sauve de Victor Zsasz, mais celle-ci meurt dans l'explosion d'une bombe du Joker. Batman n'a plus qu'une personne à retrouver : le directeur Sharp, qui est la seule personne à avoir les codes d'accès aux dernières données du projet Titan.
Batman retrouve Sharp qui s'est réfugié dans le quartier pénitentiaire, où Harley Quinn profite de l'agitation pour libérer Poison Ivy. Mais le Joker continue ses recherches et finit par obtenir un premier état de la formule Titan ; il utilise alors le Titan sur plusieurs de ses hommes de main, les transformant en mutants très puissants. Batman doit donc demander de l'aide à Ivy pour trouver un antidote. Elle lui révèle que les spores qui pourraient sauver les habitants de Gotham se trouvent dans les égouts, là où Killer Croc s'est réfugié. Après avoir évité pour la troisième fois de sombrer dans la folie à cause du gaz de l'Épouvantail, Batman le poursuit dans les égouts, où il est attaqué par Killer Croc qui le fait disparaître avec lui sous l'eau.
Batman parvient à réunir assez d'échantillons tout en évitant les assauts de Croc, et retourne à la Batcave pour créer l'antidote. Toutefois, le Joker donne du Titan à Poison Ivy, qui ordonne alors à ses plantes d'envahir l'île. À peine Batman a-t-il eu le temps de synthétiser une dose d'antidote que les plantes envahissent son repaire. Le Joker projette enfin de contaminer la source d'eau de Gotham avec le produit afin de transformer l'ensemble des habitants en monstres. Batman part donc à la station de pompage afin de purifier l'eau. Il affronte finalement Poison Ivy, réfugiée dans les jardins botaniques. En s'échappant de la serre, Batman reçoit une invitation du Joker pour une « fête » au pénitencier.

#### Épilogue
Sur les lieux, le Chevalier Noir découvre que le commissaire Gordon a été capturé de nouveau. Alors que Batman repousse les assauts des prisonniers, il reçoit une fléchette de Titan en essayant de protéger Gordon. Le Joker s'injecte à son tour une dose de sérum et se transforme en monstre, tandis que Batman essaie de lutter contre les effets du produit, s'injectant finalement lui-même la seule dose d'antidote. Le combat final a lieu sur le toit et Batman assomme le Joker mutant en lui assénant un coup de poing recouvert de gel explosif.
Toutefois, la situation est à peine sous contrôle sur l'île d'Arkham que Batman entend un appel dans l'une des radios de police : Double-Face a dévalisé la Second National Bank de Gotham, mis deux officiers à terre, et s'est enfui dans la voiture de patrouille. Batman annonce au commissaire Gordon que le repos attendra, grimpe dans son Batwing et rejoint la côte.
Une dernière image montre une caisse de Titan flottant dans la baie, avant que l'Épouvantail, Killer Croc, ou Bane ne s'en empare ; ce plan varie en fonction de la difficulté du jeu.

## Système de jeu

### Généralités
Arkham Asylum se joue à la manière d'un jeu d'action-aventure à la troisième personne, avec une vision par-dessus l'épaule, et la caméra qui peut tourner librement autour de lui,. Le joueur contrôle Batman alors qu'il parcourt l'île de nuit et les différents bâtiments de l'Asile d'Arkham, un établissement sécurisé pour aliénés criminels situé au large de Gotham City, où les criminels célèbres aussi bien que les simples voyous se sont échappés,. L'île se répartit en trois sections distinctes et cinq bâtiments principaux : le quartier des soins intensifs, le pénitencier, le centre médical, le manoir et les jardins botaniques. Les premières zones du jeu sont linéaires et servent de tutoriel pour les mouvements et les approches disponibles pour le joueur. Une fois que le joueur émerge sur l'île, il peut explorer librement le monde, bien que certaines zones restent inaccessibles jusqu'à certaines étapes de l'histoire principale,.
En plus d'actions classiques, comme la marche, la course, ou le saut, Batman peut utiliser sa cape pour planer et possède un pistolet grappin qui lui permet d'atteindre facilement les hauteurs. Afin de repérer des indices ou de détecter des ennemis, le joueur peut alterner entre la vue normale et le mode « Détection » qui active des capteurs spéciaux dans le masque de Batman. Ce mode intègre une vision à rayons X qui fournit des informations contextuelles, teintant le monde du jeu en bleu, mettant en évidence les objets interactifs tels que les murs destructibles et les grilles amovibles, le nombre d'ennemis dans une zone et leur statut, et montrant les civils et les cadavres,. À plusieurs moments du jeu, ce mode sert également à découvrir divers indices, comme des empreintes digitales, qui permettent au joueur de suivre une piste.
Le joueur est encouragé à explorer le monde du jeu en dehors de l'histoire principale pour trouver et relever les défis laissés par l'Homme-mystère qui a piraté le système de communication de Batman pour les lui lancer. En plus d'objets à collecter ou à détruire, l'Homme-mystère a également laissé diverses énigmes qui peuvent être résolues si le joueur scanne, avec le mode « Détection », des détails de l'environnement bien précis,. Leur résolution permet de débloquer des bonus du jeu, comme des biographies de personnages ou des défis. Sur les quarante-deux biographies, celles des principaux ennemis comprennent également des enregistrements audio cachés dans l'asile. En plus de cela, le monde du jeu compte 240 objets à collecter, tels que des trophées de l'Homme-mystère, des dents du Joker qui claquent, des cassettes d'interviews de certains détenus d'Arkham et des messages cryptiques laissés dans l'asile par son fondateur, Amadeus Arkham, qui évoquent la sinistre histoire de l'établissement. Résoudre des énigmes et vaincre des ennemis permet de gagner des points d'expérience, qui peuvent servir à débloquer de nouvelles compétences pour Batman, comme de nouveaux combos ou des gadgets améliorés.

### Gadgets
Batman a également à sa disposition une batterie de gadgets qu'il peut utiliser pour explorer ou combattre et qui s'étoffe au fil de l'aventure. Il dispose de batarangs — uniques, doubles et télécommandés — qui permettent d'étourdir temporairement les ennemis ou de déclencher des dispositifs à distance,. La version télécommandée peut être dirigée une fois lancée, et le batarang sonique permet d'attirer l'attention d'ennemis spécifiques portant des colliers de surveillance, ou être déclenché pour assommer un ennemi proche. Le gel explosif avec son détonateur est utilisable sur les murs et les sols fragiles, et peut être déclenché à distance pour envoyer des gravats sur un ennemi,. Le lanceur de câble sert à traverser des espaces de manière horizontale, comme sur une tyrolienne. La Bat-griffe — un dispositif de préhension — permet d'interagir avec des objets distants, tels que des couvercles de ventilation, ou de saisir des ennemis. Le séquenceur cryptographique sert à contourner les panneaux de sécurité, ouvrir de nouveaux chemins ou désactiver divers systèmes de l'asile. Bien que l'aventure suive un chemin relativement linéaire, l'île et l'asile peuvent être explorés en profondeur à n'importe quel moment, mais certaines zones restent inaccessibles tant que Batman n'a pas acquis les gadgets nécessaires pour surmonter un obstacle,.

### Combats et furtivité

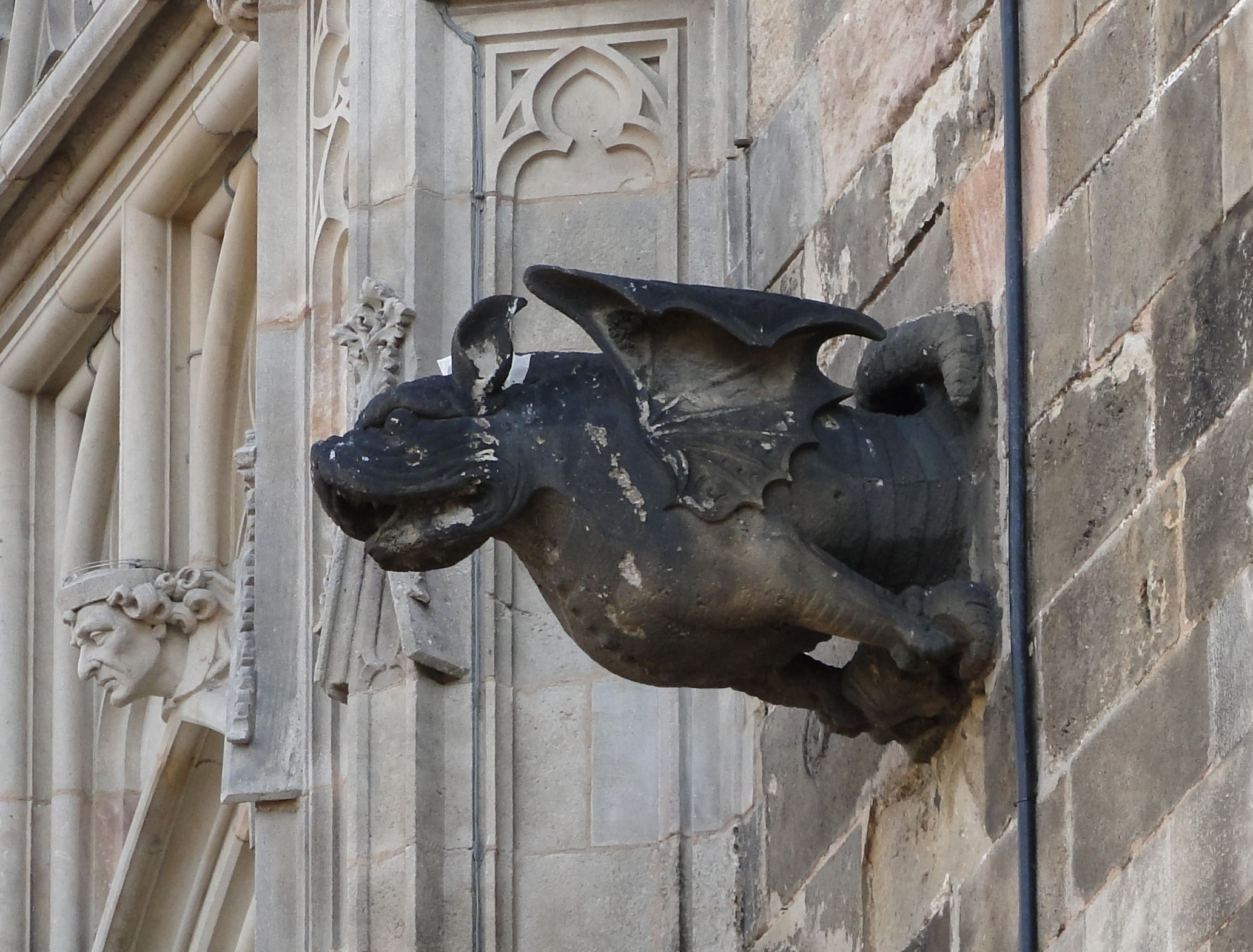
Batman a la possibilité de grimper sur des gargouilles afin d'étudier la zone ou pour attraper un ennemi qui se trouve en dessous de lui.

Dans Arkham Asylum, les joueurs peuvent traverser les zones contrôlées par les ennemis en utilisant la furtivité ou le combat direct. Le mode de combat repose sur quatre actions de base : attaquer, étourdir, contrer et esquiver, qui peuvent s'enchaîner pour réaliser des combos,. En enchaînant les attaques et les ripostes sans relâche, les points de combos augmentent. Ce système permet à Batman de se déplacer rapidement entre les ennemis et d'enchaîner les attaques jusqu'à ce que tous les ennemis soient inconscients. Plus le nombre d'attaques combinées est élevé, plus Batman devient rapide et agile, et des attaques spéciales, telles que la projection, le grappin et l'attaque instantanée, qui permet de vaincre immédiatement un ennemi, deviennent disponibles. Batman peut aussi utiliser ses gadgets, comme les batarangs ou le grappin, pour entreprendre de nouvelles attaques ainsi qu'utiliser sa cape pour les étourdir,. À partir d'un certain nombre d'enchaînements, Batman est capable de réaliser des attaques spéciales puissantes qui peuvent vite mettre les ennemis à terre. Pour les vaincre plus rapidement, Batman peut achever les ennemis à terre.
Lorsqu'un adversaire s'apprête à attaquer, un bref indicateur apparait et, en agissant au bon moment, le joueur peut contrer le coup,. Les ennemis se battent à mains nues, avec des armes à feu, au couteau ou au bâton électrique. Certains ennemis nécessitent des approches différentes pour être vaincus : ceux armés de couteaux doivent être étourdis avant d'être attaqués, ceux ayant un bâton électrique doivent être attaqués par-dessus et d'autres frappés par derrière. Par la suite s'y ajoutent les « Titans », des mutants très résistants qu'il faut étourdir quand ils tentent de charger afin de pouvoir leur grimper dessus et les contrôler. Enfin, au cours du jeu, des boss sont régulièrement affrontés, généralement d'anciens ennemis de Batman. Les ennemis réagissent à l'élimination de leurs alliés par Batman, ce qui augmente leur niveau de peur et modifie leur comportement. Par exemple, ils adoptent de nouveaux itinéraires de patrouille, obligeant le joueur à s'adapter à l'évolution de la situation,. Certains ennemis portent un étrange collier, appelé « collier-suicide ». Le collier sert initialement à transmettre un signal à la centrale de la prison lorsque le rythme cardiaque d'un patient qui en est équipé diminue dangereusement, mais le Joker s'en sert pour pouvoir détecter lorsqu'un de ses sbires est assommé par Batman et donner l'alerte.
À de nombreuses reprises, une approche furtive est préférable, notamment lorsque les ennemis sont armés. Très souvent, il s'agit de combats d'arène plus ou moins espacées, où les gargouilles, les conduits ou encore les murs et plafonds fragiles sont librement exploitables pour permettre au joueur de livrer le combat comme il le veut. Grâce au mode « Détection », Batman peut facilement suivre les mouvements des ennemis alentour et ainsi se faufiler derrière les ennemis pour les éliminer discrètement. Il peut suspendre un ennemi qui passe en dessous d'une gargouille, assommer un ennemi proche d'un rebord où il est suspendu, ou encore éliminer un ennemi en se jetant dessus depuis une hauteur. Certaines gargouilles sont piégées par des explosifs qui se déclenchent peu après que Batman s'y est réfugié, obligeant le joueur à se cacher des ennemis par d'autres moyens. Dans certaines zones, le joueur doit utiliser ces tactiques pour éviter d'alerter les hommes de main du Joker et ainsi atteindre l'objectif de mission fixé.
À la fin d'un combat, le joueur est récompensé par des points d'expérience, qui permettent de débloquer des gadgets, des mouvements de combat et des améliorations de santé. Batman récupère également des points de vie en proportion des points d'expérience gagnés au combat. Réaliser des combos plus importants, utiliser une plus grande variété de mouvements et le fait d'éviter les dégâts rapportent plus de points d'expérience,,.

### Mode défi et prédateur
Arkham Asylum propose deux modes de jeu en plus de l'histoire principale, qui se débloquent en cours de partie. Ces deux modes utilisent des cartes spécifiques disponibles immédiatement et d'autres disponibles sous forme de contenu téléchargeable optionnel. Ces cartes sont axées sur la réalisation d'objectifs spécifiques, tels que l'élimination de vagues successives d'ennemis au combat, pour le mode Défi, ou l'élimination furtive des détenus présents dans une pièce, dans le mode Prédateur. Les méthodes, la variété des capacités utilisées et le temps pour atteindre ces objectifs permettent au joueur d'obtenir un score, et jusqu'à trois médailles, qu'il peut comparer aux autres joueurs mondiaux,. Sur la PlayStation 3, le Joker est un personnage jouable dans ces deux modes via un DLC. Il doit affronter les gardes de l'asile et le commissaire James Gordon. Le Joker possède ses propres armes et capacités de combat, telles qu'une arme de poing, un claquement de dents explosif et des lunettes à rayons X qui lui permettent de voir ses adversaires à travers les murs.

## Développement

### Production
Eidos Interactive obtient les droits pour concevoir un jeu Batman au printemps 2007. Eidos Interactive propose à Rocksteady Studios de développer un jeu autour de la licence après avoir vu leur travail sur différents prototypes créés à l'aide d'Unreal Engine 3. Le studio commence à travailler sur le projet en mai 2007, avant d'entrer en totale production en septembre de la même année. Batman: Arkham Asylum est annoncé pour la première fois en août 2008.

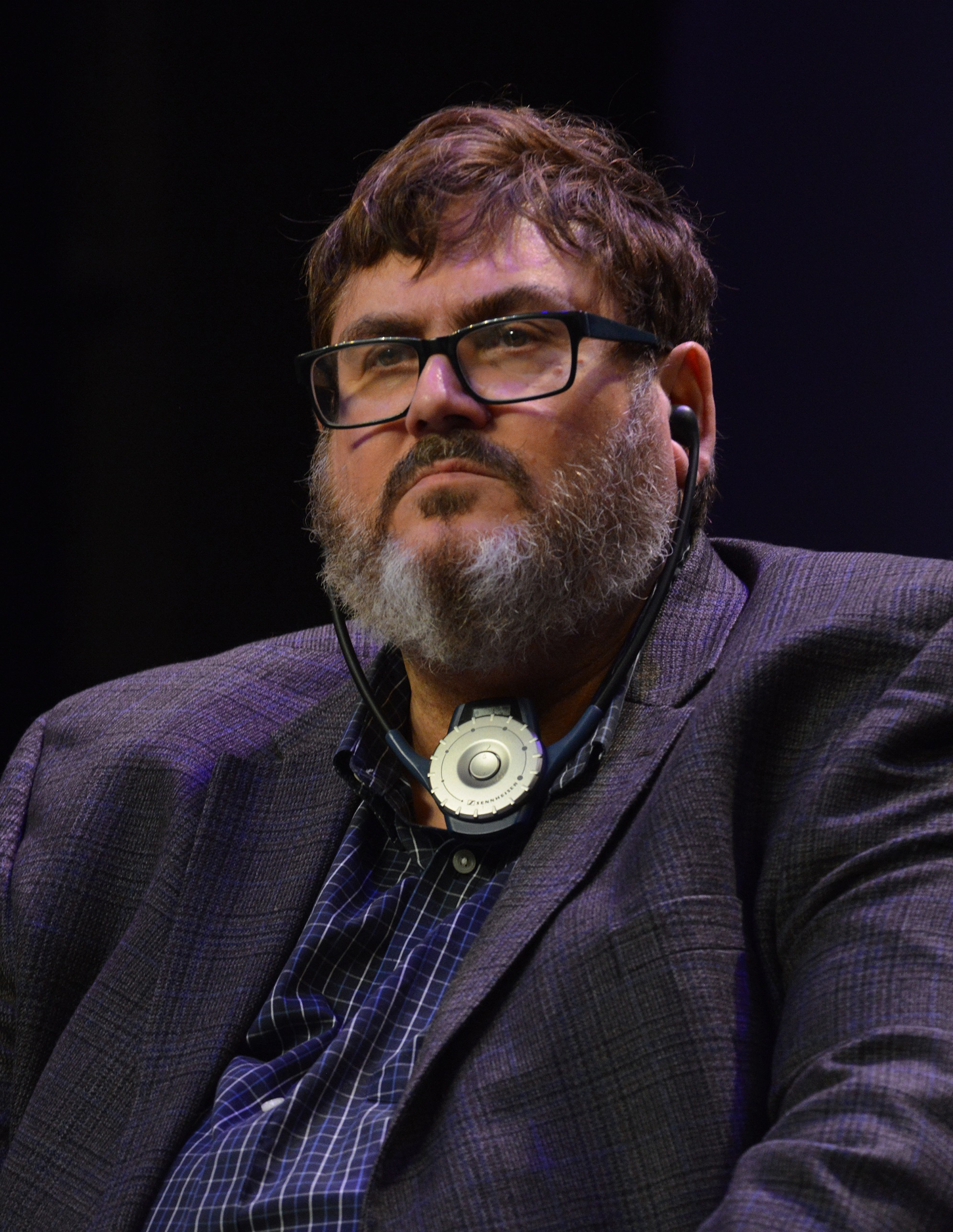
Auteur régulier de l'univers du Chevalier Noir, Paul Dini est le scénariste du jeu.

Le scénariste Paul Dini, également à l’œuvre sur la série Batman de 1992 et ayant notamment signé plusieurs comics Detective Comics, est approché pour la première fois par DC Comics vers la fin de l'année 2007 afin de créer une histoire pour un jeu vidéo Batman original. Dini trouve l'idée intrigante, estimant que peu de jeux Batman sont basés sur une idée originale, et qu'ils sont plutôt adaptés de films ou de programmes télévisés. John Morgan, responsable éditorial chez DC Comics Interactive, le décrit comme « un conteur incroyable et un expert de Batman, à la fois là où le Chevalier Noir a été et là où il va […] Il possède une connaissance approfondie de l'histoire et de la mythologie de Batman, ainsi que des idées créatives pour présenter le Chevalier Noir de nouvelles manières »,. Il rencontre ensuite l'équipe de Rocksteady, qui estime que les idées de Dini correspondent parfaitement à ce que Rocksteady veut réaliser.
Au moment où Dini rejoint le projet, Rocksteady étudie l'idée de placer le jeu au sein de l'Asile d'Arkham et produit des dessins préliminaires décrivant l'institution comme un immense domaine sur une île reliée à Gotham City par un pont. Le choix des personnages n'est pas encore finalisé, mais compte tenu du décor, il est certain que le Joker jouera un rôle important. Les mécaniques de jeu et son histoire sont développés ensemble, les limites des mécanismes exigeant que l'histoire soit construite autour d'eux. L'objectif principal est de rendre le jeu suffisamment captivant pour que les joueurs passent 8 à 10 heures à le terminer, en particulier ceux qui ne s'intéressent pas à l'univers de Batman.
Le producteur Nathan Burlow déclare que le jeu BioShock influence la conception d'Arkham Asylum grâce à son récit, son atmosphère et la crédibilité de son monde fictif. Le réalisateur Sefton Hill ajoute que l'idée des gadgets et des capacités qui peuvent être combinés et utilisés de différentes manières provient des licences The Legend of Zelda et Metroid. L'intrigue ne puise pas dans un comics en particulier, mais l'équipe est influencée par Arkham Asylum de Grant Morrison, ou certains comics de Neal Adams et Frank Miller. L'équipe de conception isole les éléments qui, selon elle, sont les composantes intrinsèques de Batman, et les exagère. Les idées qui contredisent ces facettes du personnage sont abandonnées, et d'autres éléments de Batman, comme son refus de tuer ses ennemis, sont appliqués strictement, ce qui met au défi le joueur d'avoir une liberté totale dans le jeu sans transgresser cet aspect fondamental du personnage. L'Asile d'Arkham est choisi comme décor parce qu'il confine le joueur dans une zone contenant plusieurs ennemis, alors que dans une ville ouverte, il aurait pu recevoir de l'aide, retourner à la Batcave ou prendre de la distance par rapport à ses adversaires.
L'équipe prend environ 21 mois pour terminer le jeu. Rocksteady commence le développement avec une équipe de 40 personnes, qui s'élargit à environ 60 personnes à la fin du jeu. Le combat est considéré comme l'un des plus grands défis dans le développement du jeu, le système ayant connu trois itérations. Rocksteady le conçoit initialement comme un jeu d'action intensif. Un autre système est ensuite prototypé en 2D, apparaissant à chaque fois qu'il y avait un combat, et implique des cercles colorés qui se heurtent les uns contre les autres. Le système de combat final est basé sur ce dernier modèle. Le moteur graphique du jeu est basé sur l'Unreal Engine 3 développé par Epic Games,. Le jeu exploite le moteur physique PhysX de Nvidia, permettant des interactions dynamiques avec les éléments du décor,. Le combat est conçu pour être unique et reçoit un schéma de contrôle simple pour refléter la facilité avec laquelle Batman peut exécuter les mouvements.
Rocksteady commence à travailler sur des idées pour une suite possible, qui devient Batman: Arkham City par la suite, environ sept mois avant que le développement d'Arkham Asylum ne soit terminé. Rocksteady développe ses idées pour l'histoire et le cadre de la suite afin que les récits des deux jeux puissent être reliés efficacement,. Une pièce secrète, contenant des indices, des plans et des dessins conceptuels du prochain jeu, est cachée dans le bureau du directeur de l'asile dans Arkham Asylum,,. La pièce reste cachée pendant six mois après la sortie du jeu, jusqu'à ce que Rocksteady révèle sa présence. Les musiques d'Arkham Asylum et de sa suite, Arkham City, sont composées par Ron Fish et Nick Arundel.

### Conception de l'asile
Pour développer l'esthétique générale du jeu, l'objectif principal de l'équipe est de créer des dessins combinant à la fois le style de la bande dessinée et le réalisme. L'environnement et les personnages doivent être suffisamment extravagants pour représenter l'univers de Batman, tout en nécessitant des textures et des détails réalistes. Le second objectif est de recréer l'esthétique sombre et gothique inhérente à l'univers de Batman, en particulier l'Asile d'Arkham, afin d'exacerber la folie de ceux qu'il abrite. L'asile apparaît comme un lieu idéal car il permet d'expliquer très facilement la présence de nombreux ennemis de Batman.
La conception de l'asile s'écarte des représentations habituelles, sous la forme d'un grand manoir, pour développer une île entière, avec des allusions à la prison d'Alcatraz, composée de plusieurs bâtiments pour permettre une plus grande variété et une meilleure exploration. Chaque bâtiment est conçu dans un style architectural différent afin de représenter l'époque durant laquelle il a été construit, les environnements servant de « narration visuelle » que les joueurs peuvent « déchiffrer ». Le bâtiment médical s'inspire de l'architecture victorienne et ses structures métalliques sont destinées à inspirer un sentiment d'horreur. L'unité des soins intensifs a une esthétique gothique et industrielle. Les catacombes situées sous l'établissement, bâties grâce à des briques faisant écho au début du XXe siècle et l'époque victorienne industrielle, donnent une sensation d'oppression. La zone de sécurité maximale est conçue pour donner une impression de claustrophobie et est réaménagée comme un bunker, tandis que le bâtiment administratif affiche un style gothique,. 40 pièces, 34 couloirs, trois zones extérieures et trois zones d'hallucination induites par l'Épouvantail sont conçus pour le jeu.
Pour donner vie à ces zones, les concepteurs de niveaux produisent des éléments de mécanique de jeu en utilisant des plans et des formes de pièces simples. Les artistes de l'environnement construisent ensuite des plans en 3D à partir de ces dessins. Il est difficile pour eux de trouver une palette de couleurs appropriée pour l'univers du jeu car les bruns et les couleurs monochromes peuvent dépeindre l'atmosphère sombre et morose souhaitée, mais les développeurs veulent aussi que l'esthétique ressemble aux couleurs vives d'une bande dessinée. À cette fin, ils utilisent des couleurs saturées pour l'éclairage du jeu. L'éclairage est un élément important du jeu, utilisé pour mettre en évidence les points d'intérêt et pour attirer le joueur vers l'avant dans des couloirs autrement ennuyeux. Pour maintenir le niveau de détail voulu et face aux mémoires restreintes des consoles du jeu, chaque zone doit entrer et sortir de la mémoire de manière transparente afin de pouvoir représenter au mieux les textures et la géométrie. Toutes les scènes sont scénarisées par les artistes de Rocksteady et visualisées dans le moteur du jeu avant que les performances des personnages ne soient capturées. Enfin, la priorité est donnée au fait que les scènes d'action restent sous le contrôle du joueur, plutôt que de les montrer dans des scènes cinématiques.

### Conception des personnages

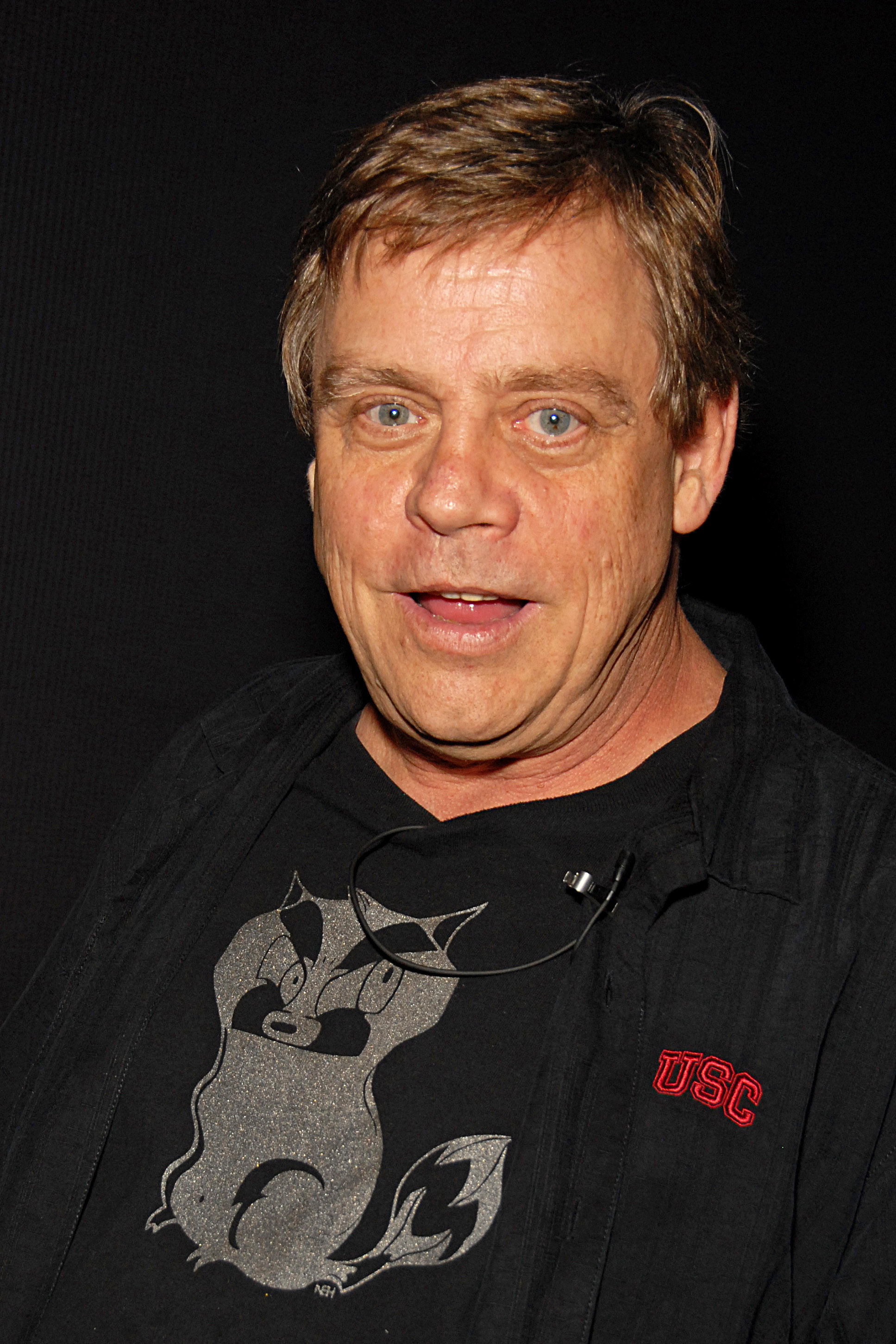
Mark Hamill reprend le personnage du Joker, un rôle qu'il tient dans le DC Animated Universe et qui a relancé sa carrière dans les années 1990.

La société Wildstorm s'occupe de l'apparence des personnages. N'ayant pas les droits cinématographes, les apparences des personnages viennent principalement des comics,. Le travail du dessinateur Jim Lee sert d'inspiration pour l'apparence de Batman, permettant de rendre le personnage musclé et entrainé pour qu'on ne ressente pas qu'il n'est pas à sa place durant les combats. David Hego ajoute également : « Nous avons opté pour le costume gris foncé et noir, pour rester proche des dernières itérations des versions comics. »,. Le président d'Eidos Interactive, Ian Livingstone, déclare qu'un développeur a passé deux ans à travailler sur la cape de Batman, utilisant plus de 700 animations et effets sonores pour la faire bouger de manière réaliste. L'apparence du Joker est une itération de celle du comics Batman: The Killing Joke d'Alan Moore, paru en 1988. Harley Quinn est probablement le personnage qui ressemble le moins à sa version originelle, délaissant son traditionnel costume d'arlequin pour une tenue sexy mélangeant celle d'une infirmière et d'une écolière.
Pour le personnage de l'Homme-mystère, Sefton Hill déclare qu'il « a été ajouté pour défier le seul aspect de Batman que nous n'avions pas encore abordé : son intellect. Ma partie préférée est la façon dont, si vous ne parvenez pas à relever ses défis, il se moque de votre intelligence et donne de plus en plus d'indices. Cela nous a aidé à définir notre Homme-mystère en tant que personne qui cherchait désespérément à être le supérieur intellectuel de Batman, tout en donnant aux joueurs l'impression qu'ils pouvaient être plus malins que lui. »,.
La directrice chargée du casting et de la direction des comédiens est Collette Sunderman. L'équipe de développement souhaite inclure des aspects emblématiques de la franchise Batman et décide, dès le début de la production, de faire reprendre à Kevin Conroy, Mark Hamill et Arleen Sorkin les rôles qu'ils ont déjà tenus, à savoir, respectivement, Batman, le Joker et Harley Quinn,. Hamill a des milliers de lignes de dialogue dans le jeu, et Conroy en a relativement peu en comparaison. Après avoir vu les modèles de personnages de l'Asile d'Arkham, Hamill décide d'incarner le Joker de manière sombre et grinçante, tout en conservant une nature clownesque et enjouée. Bien que le jeu fasse référence à des événements de la série animée et des bandes dessinées Batman, l'histoire ne suit pas directement une histoire ou une représentation particulière du personnage,.
Les développeurs ont l'intention d'utiliser d'autres personnages emblématiques dans le jeu, mais ceux-ci sont retirés lorsque l'équipe se rend compte qu'ils ne fonctionnent pas dans le cadre de l'histoire. Par exemple, Mr. Freeze ne convient pas car ses motivations sont différentes de celles du Joker. Contrairement à l'Homme-mystère, obsédé par l'idée de prouver sa supériorité sur Batman, Mr. Freeze n'a pas de rancune personnelle envers Batman et ne se soucie pas des plans des autres méchants. Un labyrinthe de jardins sous le contrôle de Poison Ivy est pendant un temps considéré comme un lieu explorable par le joueur. En son centre, Batman aurait trouvé le Chapelier fou organisant une fête du thé, mais les développeurs décident que ces idées ne correspondent pas au ton du jeu,. Les véhicules de Batman, la Batmobile et le Batwing, auraient pu être inclus dans le jeu, mais développer des mécaniques de contrôle et des segments de jeu uniquement pour cela aurait pris trop de temps et aurait compromis la qualité du jeu. Les véhicules apparaissent finalement dans le jeu, mais les joueurs ne peuvent pas les contrôler.

### Système anti-piratage
Afin de lutter contre le piratage, les développeurs intègrent une protection sur la version PC du jeu, qui, au lieu de simplement empêcher le joueur de commencer une partie, le bloque automatiquement assez tôt dans le jeu en occasionnant volontairement nombre de bugs, comme l'impossibilité de planer. Bien que ce ne soit pas le premier jeu à intégrer ce genre de contre-mesures, cette prévention d’Arkham Asylum est considérée par les médias, à l'époque, comme une mesure novatrice dans la protection anti-piratage,.

## Commercialisation

### Sorties
Arkham Asylum paraît sur PlayStation 3 et Xbox 360 en Amérique du Nord le 25 août 2009, et le 28 août en Europe et en Australie,. Il sort sur Microsoft Windows en Amérique du Nord le 15 septembre 2009, et le 18 septembre en Europe et en Australie. Feral Interactive développe une version Mac OS X qui sort sur disque et en téléchargement le 3 novembre 2011,. Quelques semaines avant la sortie officielle du jeu, le 6 août 2009, une démo du jeu est publiée sur le PlayStation Store, et le lendemain sur le Xbox Live et sur PC.
La Batarang Box, coffret collector du jeu, est mise en vente par GameStop et Wal-Mart. En plus du jeu, le coffret comprend une réplique de 35 cm du modèle de batarang utilisé dans le jeu, un livret de 48 pages présentant les biographies des personnages, un DVD du making-of du jeu, et des codes d'accès pour télécharger la carte de défi exclusive Allée du crime,. La version classique vendue chez Walmart est fournie également avec le code d'accès pour obtenir le costume « armure renforcée ». Une carte du mode Défi exclusive, Cauchemar, est également annoncée pour les pré-commandes chez GameStop. Elle met en scène Batman dans le monde créé par l'hallucinogène de l'Épouvantail où les ennemis à combattre apparaissent en squelettes de manière illimitée et qui prend fin dès que le joueur prend un coup.
Une édition « Game of the Year » du jeu sort le 26 mars 2010 en Europe, en Australie, au Japon et en Amérique du Nord,. Cette édition comprend tous les contenus additionnels à l'exception de la capacité de jouer avec le Joker, ainsi que la possibilité de voir le jeu en trois dimensions sur n'importe quel écran de télévision classique en utilisant les lunettes stéréoscopiques TriOviz,.
Une version du jeu pour la Nintendo Wii, développée par Red Fly Studios, est finalement annulée au cours de son développement.
Batman: Return to Arkham, développé par Virtuos, propose des versions remastérisées d'Arkham Asylum et d'Arkham City utilisant l'Unreal Engine 4 pour la PlayStation 4 et la Xbox One,. La collection, sortie le 18 octobre 2016, inclut tous les contenus téléchargeables des deux jeux précédemment publiés,. Batman: Arkham Trilogy, développé par Turn Me Up, propose un portage d'Arkham Asylum, Arkham City et Arkham Knight pour la Nintendo Switch en décembre 2023. Ces versions ne sont pas basées sur les versions Return to Arkham, mais plutôt sur les versions originales, fondées sur l'Unreal Engine 3.

### Marketinget contenus additionnels
En avril 2009, des publicités apparaissent sur le PlayStation Network et soulignent la possibilité de jouer avec le Joker. IGN confirme ensuite que la possibilité d'incarner le Joker, limitée au mode « Défi », sera exclusive à la PlayStation 3 en tant que contenu téléchargeable gratuit sur le PlayStation Store,.
Le contenu téléchargeable Nuit démentielle sort le 17 septembre 2009 pour PlayStation 3 et Xbox 360 et ajoute deux cartes supplémentaires, une pour chacun des deux modes. Un autre contenu téléchargeable gratuit, Proie de la pénombre, sort le 23 septembre 2009 uniquement pour PlayStation 3 en Amérique du Nord, et pour les deux consoles en Europe. Afin de promouvoir le jeu, Rocksteady organise un concours dans lequel le gagnant aura son visage modélisé dans le jeu. Le gagnant de ce concours étant Luke Oliver, son visage est modélisé sur un détenu enfermé dans une cellule et son nom apparaît sur la liste pour la fête du Joker.
Un comic préquel intitulé The Road to Arkham, écrit par Alan Burnett et dessiné par Carlos D'Anda, est fourni avec le jeu pour les pré-commandes sur Amazon, puis devient gratuitement téléchargeable sur le PlayStation Network.

## Accueil

### Critiques
Arkham Asylum obtient des critiques très positives de la presse spécialisée,. Selon l'agrégateur de notes Metacritic, les versions PlayStation 3 et Windows obtiennent une note moyenne de 91/100 basées respectivement sur 70 et 29 critiques, et la version Xbox 360 un note moyenne de 92/100 basée sur 78 critiques. Peu après sa sortie, le jeu entre dans le Livre Guinness des records en tant que « jeu de super-héros le mieux noté de tous les temps ». Il obtient ce titre grâce à un score de 91,67 %, calculé à partir de tests papiers et numériques du monde entier, détrônant le précédent détenteur du record, Marvel vs. Capcom 2, dont la moyenne culminait à 90 %.
Arkham Asylum est considéré comme l'un des meilleurs jeux vidéo de super-héros jamais réalisés. En effet, le magazine Edge déclare qu'il s'agit « de loin du meilleur jeu de super-héros des temps modernes »,, IGN du « plus grand jeu de bande dessinée de tous les temps »,. Eurogamer remarque que « ce n'est pas simplement le meilleur jeu Batman, c'est le meilleur jeu de super-héros, sans exception » qui a « d'excellents graphismes, une histoire captivante et un superbe jeu de voix »,. PlayStation 3 Magazine écrit : « Rocksteady a trouvé l'équilibre parfait en vous donnant la puissance d'un super-héros, mais avec suffisamment de faiblesses pour rendre le jeu stimulant ; un exploit remarquable d'équilibrage et de conception »,. 1UP.com déclare, quant à lui, que Rocksteady « parvient à combiner le combat, la furtivité, la narration et les voix cartoonesques dans le meilleur jeu Batman vu à ce jour »,. Game Informer en fait l'éloge en le désignant comme « le BioShock de cette année […] pour sa capacité à innover là où il y a besoin de nouvelles idées […] et pour livrer une aventure comparable à aucune autre »,. Enfin, Canard PC le considère comme étant un « chef-d'oeuvre du jeu vidéo » qui se traduit par « un mélange jouissif de grosses bastons bien nerveuses […] parsemés de séquences d’infiltration et d’exploration, le tout emballé dans une trame globale de haute tenue ».
Plusieurs critiques comparent Arkham Asylum à d'autres jeux vidéo, notamment BioShock pour sa capacité à offrir une aventure unique et à établir un lien avec le monde du jeu, ainsi que pour ses idées novatrices, The Legend of Zelda pour son style d'aventure, Metroid pour l'agencement du monde et Resident Evil et Tomb Raider pour ses mécaniques de jeu qui constituent un véritable hybride de combat, de furtivité et de plateforme. Gamekult compare le début du jeu à Half-Life et retrouve même la patte d'Hideo Kojima à de multiples reprises le long du jeu.
La conception de l'univers du jeu et l'attention portée aux détails sont bien accueillies par la critique. Game Informer déclare que l'environnement du jeu a une atmosphère tendue et hypnotique, et qu'il est un lieu d'émerveillement et d'horreur inexplicable. IGN estime qu'il s'agit du bon mélange entre le glauque et le décontracté et apprécie les dommages progressifs reflétés sur le costume de Batman au fur et à mesure que l'histoire avance, mais explique que les images de synthèse pixellisées et les problèmes de synchronisation des lèvres diminuent l'immersion. Eurogamer déclare que l'animation donne l'impression que Batman est vivant, mais écrit que le monde en lui-même est sans vie et manque d'interactions. Il critique les segments dans lesquels la logique des personnages est sacrifiée au profit de lieux communs de jeux vidéo, citant l'utilisation répétée et excessive de gaz toxiques et de planchers électriques en guise d'obstacles.
Le système de combat est lui bien accueilli en raison, à la fois, de sa simplicité de mise en œuvre, qui permet aux joueurs de l'utiliser efficacement sans avoir à apprendre des combinaisons complexes de coups spéciaux, mais aussi de l'accent mis sur le timing pour créer des attaques fluides, gracieuses et d'une brutalité satisfaisante,. Les critiques déclarent que les combats restent stimulants grâce à l'inclusion d'ennemis plus difficiles à vaincre, et qu'une meilleure efficacité au combat est grandement encouragée, sans punir ceux qui ne parviennent pas à les maîtriser,,. Les possibilités de furtivité et la grande variété de méthodes disponibles pour mettre hors d'état de nuire les adversaires sont saluées,. Computer and Video Games écrit que l'aspect furtif et de réflexion est la pièce maîtresse du jeu, et Edge déclare que l'offre de furtivité est passionnante. D'autres médias abordent positivement la façon dont les ennemis réagissent avec crainte à l'élimination de leurs alliés, mais certains critiques reprochent à l'intelligence artificielle de permettre à Batman de s'échapper trop facilement lorsqu'il est découvert et d'être trop peu conscient de la présence de Batman,,. Eurogamer déclare, en revanche, que la furtivité n'est pas aussi directement gratifiante que le combat, citant la difficulté de contrôler Batman de près et l'incohérence des actions contextuelles.
Les combats de boss d'Arkham Asylum sont assez critiqués, de nombreux médias les considérant comme le plus grand défaut du jeu,,. Les critiques estiment que les combats reposent souvent sur des schémas éculés de jeux démodés, ennuyeux et répétitifs qui obligent le joueur à apprendre et à répéter des routines monotones — dont certaines, dans le cas de Bane, avaient déjà été employées sur des ennemis de moindre importance — ou à affronter des schémas d'attaque répétitifs,,,. Les critiques sont généralement d'accord pour dire que les combats sont décevants par rapport au spectacle qu'ils offrent,,. Face au combat final contre le Joker, pointé du doigt pour son gameplay insipide, et au combat contre Killer Croc, qualifié d'ennuyeux et de trop long, les critiques considèrent que ces combats n'auraient pas dû figurer dans le jeu. Jeuxvideo.com estime, par exemple, que « la plupart de ces rencontres versent dans une trop grande facilité, sont inutilement longs ou ne représentent aucun intérêt ». Cependant, les segments d'hallucination induits par la toxine lors des combats avec l'Épouvantail sont presque unanimement salués comme certains des meilleurs moments du jeu pour leur manipulation du quatrième mur, leur subversion face à la narration et aux attentes concernant le jeu, et leurs influences métatextuelles qui sont comparées au combat contre Psycho Mantis dans Metal Gear Solid, et Eternal Darkness: Sanity's Requiem,,. En effet, l'Épouvantail utilise sa toxine de peur pour altérer la perception de Batman, mais aussi celle du joueur en repoussant la limite entre fiction et réalité. Pour cela, le jeu manipule l'interface utilisateur pour créer une rupture dans l'expérience de jeu, avec des interruptions spontannées où l'écran devient brouillé, les commandes sont inversées et des messages cryptiques apparaissent,. Cela se traduit aussi par des sections de jeu non conventionnelles où les joueurs incarnent d'autres personnages que Batman, comme le Joker ou le commissaire Gordon,. Ces segments explorent les peurs profondes de Batman, notamment sa crainte de ne pas pouvoir protéger Gotham ou de devenir comme ses ennemis. Ces moments de vulnérabilité ajoutent une dimension psychologique à l'histoire et remettent en question l'image habituellement forte et invincible de Batman.
Les voix principales — notamment celles de Conroy dans le rôle de Batman, de Sorkin dans celui de Harley Quinn, de Valenza dans celui de Poison Ivy et de Wingert dans celui de l'Homme-mystère — sont bien accueillies, mais la performance de Hamill est celle qui reçoit des éloges constants, les critiques commentant son excellente inflexion et sa synchronisation dans une performance maniaque qui vole la vedette,,. 1UP.com déclare que le Joker de Dini et Hamill est la meilleure représentation du personnage en dehors de Batman: The Killing Joke et de l'incarnation de Heath Ledger dans The Dark Knight : Le Chevalier Noir.

### Ventes
Au niveau mondial, le jeu s'est vendu à près de deux millions d'unités au cours des trois premières semaines de sa sortie et à 2,5 millions d'unités à la fin du mois de septembre 2009,. Selon NPD Group, Arkham Asylum s'est vendu à environ 593 000 unités en Amérique du Nord au cours des cinq jours suivant sa sortie le 25 août. En décembre 2009, la version PlayStation 3 du jeu s'est vendue à environ 10 000 unités de plus que la version Xbox 360, alors que les titres multiplateformes se vendent généralement mieux sur la Xbox 360 à l'époque. Le contenu exclusif comprenant le Joker comme personnage jouable est cité comme l'une des raisons possibles du succès de la version PlayStation 3. Le jeu occupe deux des cinq premières places du classement des jeux les plus vendus aux États-Unis lors de sa première semaine de sortie, et est en tête du classement tous formats confondus au Royaume-Uni pendant deux semaines. En mai 2010, Square Enix, devenu le nouvel éditeur à la suite de son rachat d'Eidos, annonce qu'il s'est vendu plus de 3,24 millions d'exemplaires du jeu. En octobre 2011, le jeu s'est vendu à 4,3 millions d'exemplaires dans le monde entier.

### Récompenses
Lors des Spike Video Game Awards 2009, Rocksteady Studios remporte le prix du studio de l'année, tandis que le jeu reçoit des nominations pour le meilleur jeu d'action-aventure, les meilleurs graphismes, la meilleure performance pour Mark Hamill et Arleen Sorkin, le meilleur jeu Xbox 360 et le jeu de l'année,. Dans le cadre de la 13e édition édition des Interactive Achievement Awards de l'Academy of Interactive Arts & Sciences, Arkham Asylum est lauréat dans les catégories meilleure conception, meilleure adaptation et meilleure performance pour Mark Hamill ; il est également nommé dans les catégories jeu de l'année, jeu d'aventure de l'année, meilleure animation, meilleure bande originale et meilleure direction du jeu. Lors de la 6e édition des British Academy Video Games Awards, il remporte les prix du meilleur jeu et du meilleur système de jeu, et reçoit des nominations pour l'action, la bande originale, l'histoire, le design sonore, la réalisation artistique, ainsi que le choix du public. Il remporte le prix de la meilleure conception de jeu lors de la 10e édition des Game Developers Choice Awards, et est nommé pour le jeu de l'année et le meilleur scénario. Il est également nommé pour le meilleur montage sonore aux Golden Reel Awards 2010. La National Academy of Video Game Trade Reviewers récompense le jeu dans les catégories jeu de l'année, conception des personnages, conception des contrôles 3D, conception des costumes, conception du jeu, montage sonore dans un jeu vidéo, performance dans un drame (Mark Hamill), utilisation du son et suite d'un jeu d'action. Official Xbox Magazine récompense le jeu dans deux catégories : jeu sous licence de l'année et développeur de l'année (Rocksteady Studios). Lors des Develop Awards, le jeu est récompensé dans deux catégories : meilleure adaptation d'une licence et meilleur studio interne (Rocksteady Studios). Le jeu obtient aussi deux nominations aux Game Audio Network Guild Awards, pour sa bande originale et les dialogues. Selon Metacritic, sur toutes les plateformes, Arkham Asylum est à égalité avec God of War Collection et Forza Motorsport 3 en tant que quatrième jeu le mieux noté de l'année 2009. Il est également le jeu Microsoft Windows le mieux noté, aux côtés de Dragon Age: Origins et Street Fighter IV, le troisième jeu le mieux noté sur Xbox 360 avec Forza Motorsport 3, et le cinquième jeu le mieux noté sur PlayStation 3, avec FIFA 10 et Killzone 2,,. Aux Cody Awards, le jeu remporte le prix du meilleur jeu à licence et est nommé dans les catégories jeu de l'année, meilleurs graphismes, meilleur son, meilleur jeu d'action-aventure et meilleur personnage (Batman). En plus de ces récompenses, plusieurs sites web et magazines internationaux consacrés aux jeux vidéo désignent Arkham Asylum comme leur jeu préféré,,,,, de l'année et leur jeu d'action/aventure préféré,.
Arkham Asylum apparaît dans plusieurs listes des meilleurs jeux vidéo de 2009. Il est placé en première position par The A.V. Club, en deuxième position par CNET, Time et Eurogamer, en troisième position par Complex, IGN, Joystiq et The Daily Telegraph, en quatrième position par CBC News et Wired, et en cinquième position par Gamasutra et Entertainment Weekly. Game Informer inclut également le jeu dans sa liste des 50 meilleurs jeux vidéo de 2009 ; Giant Bomb le nomme meilleur jeu multiplateforme de 2009 ; GamesRadar le désigne comme jeu de l'année devant Uncharted 2: Among Thieves et Eurogamer l'inscrit dans sa série des « Jeux de 2009 ». GameSpot le cite comme ayant la meilleure atmosphère et étant la meilleure adaptation d'une licence dans le cadre de sa série « Meilleurs jeux de 2009 »,. IGN nomme le jeu comme meilleur nouveau venu dans le cadre de ses IGN Select Awards. Newsarama élit Arkham Asylum comme meilleur jeu de super-héros de 2009. Aux Escapist Awards, le jeu est récompensé comme jeu de l'année et est nommé comme meilleur jeu d'action-aventure. En 2011, le site Jeuxvideo.com donne à Arkham Asylum la 5e place de son classement des 100 meilleurs jeux de tous les temps. En 2013, Eurogamer le classe comme le 20e  meilleur jeu de la génération contemporaine de consoles, Game Informer le nomme deuxième meilleur jeu de super-héros de tous les temps et GamingBolt le classe comme le 89e plus grand jeu jamais réalisé. En 2014, Empire le classe 28e sur sa liste des plus grands jeux vidéo de tous les temps, derrière Arkham City à la 12e place, et IGN le cite comme le 22e meilleur jeu de cette génération de consoles. En 2015, PC Gamer le nomme 50e meilleur jeu PC, tandis qu'IGN le cite comme le 91e meilleur jeu de tous les temps. En 2017, IGN classe les séquences d'hallucination de l'épouvantail à la 35e place de sa liste des moments inoubliables du jeu vidéo. En 2019, The Guardian positionne le jeu à la 34e place place de sa liste des 50 meilleurs jeux vidéo du XXIe siècle.
| Année | Récompense                                     | Catégorie                                           | Résultat   | Ref.    |
| ----- | ---------------------------------------------- | --------------------------------------------------- | ---------- | ------- |
| 2009  | Interactive Achievement Awards                 | Jeu de l'année                                      | Nomination | [ 131 ] |
| 2009  | Interactive Achievement Awards                 | Jeu d'aventure de l'année                           | Nomination | [ 131 ] |
| 2009  | Interactive Achievement Awards                 | Meilleure adaptation                                | Lauréat    | [ 131 ] |
| 2009  | Interactive Achievement Awards                 | Meilleure animation                                 | Nomination | [ 131 ] |
| 2009  | Interactive Achievement Awards                 | Meilleure performance (Mark Hamill)                 | Lauréat    | [ 131 ] |
| 2009  | Interactive Achievement Awards                 | Meilleure conception                                | Lauréat    | [ 131 ] |
| 2009  | Interactive Achievement Awards                 | Meilleure direction                                 | Nomination | [ 131 ] |
| 2009  | Interactive Achievement Awards                 | Meilleure bande originale                           | Nomination | [ 131 ] |
| 2009  | Spike Video Game Awards                        | Meilleur jeu d'action-aventure                      | Nomination | ,       |
| 2009  | Spike Video Game Awards                        | Meilleurs graphismes                                | Nomination | ,       |
| 2009  | Spike Video Game Awards                        | Meilleur interprète (Mark Hamill et Arleen Sorkin)  | Nomination | ,       |
| 2009  | Spike Video Game Awards                        | Meilleur jeu Xbox 360                               | Nomination | ,       |
| 2009  | Spike Video Game Awards                        | Jeu de l'année                                      | Nomination | ,       |
| 2009  | Spike Video Game Awards                        | Studio de l'année                                   | Lauréat    | ,       |
| 2009  | National Academy of Video Game Trade Reviewers | Jeu de l'année                                      | Lauréat    | [ 135 ] |
| 2009  | National Academy of Video Game Trade Reviewers | Meilleure animation 3D                              | Nomination | [ 135 ] |
| 2009  | National Academy of Video Game Trade Reviewers | Meilleure direction artistique                      | Nomination | [ 135 ] |
| 2009  | National Academy of Video Game Trade Reviewers | Meilleure direction de caméra dans un moteur de jeu | Nomination | [ 135 ] |
| 2009  | National Academy of Video Game Trade Reviewers | Meilleur conception de personnage                   | Lauréat    | [ 135 ] |
| 2009  | National Academy of Video Game Trade Reviewers | Meilleur conception des contrôles 3D                | Lauréat    | [ 135 ] |
| 2009  | National Academy of Video Game Trade Reviewers | Meilleurs costumes                                  | Lauréat    | [ 135 ] |
| 2009  | National Academy of Video Game Trade Reviewers | Meilleure direction                                 | Nomination | [ 135 ] |
| 2009  | National Academy of Video Game Trade Reviewers | Meilleure conception de jeu                         | Lauréat    | [ 135 ] |
| 2009  | National Academy of Video Game Trade Reviewers | Meilleurs graphismes                                | Nomination | [ 135 ] |
| 2009  | National Academy of Video Game Trade Reviewers | Meilleures lumières/textures                        | Nomination | [ 135 ] |
| 2009  | National Academy of Video Game Trade Reviewers | Meilleur design sonore                              | Lauréat    | [ 135 ] |
| 2009  | National Academy of Video Game Trade Reviewers | Meilleurs effets sonores                            | Nomination | [ 135 ] |
| 2009  | National Academy of Video Game Trade Reviewers | Meilleure performance (Mark Hamill)                 | Lauréat    | [ 135 ] |
| 2009  | National Academy of Video Game Trade Reviewers | Meilleure utilisation des sons                      | Lauréat    | [ 135 ] |
| 2009  | National Academy of Video Game Trade Reviewers | Meilleur scénario drama                             | Nomination | [ 135 ] |
| 2009  | National Academy of Video Game Trade Reviewers | Meilleur suite d'un jeu d'action                    | Lauréat    | [ 135 ] |
| 2010  | British Academy Video Games Awards             | Meilleur jeu d'action                               | Nomination | [ 132 ] |
| 2010  | British Academy Video Games Awards             | Meilleure direction artistique                      | Nomination | [ 132 ] |
| 2010  | British Academy Video Games Awards             | Meilleur jeu d'action                               | Lauréat    | [ 132 ] |
| 2010  | British Academy Video Games Awards             | Jeu de l'année                                      | Nomination | [ 132 ] |
| 2010  | British Academy Video Games Awards             | Meilleur gameplay                                   | Lauréat    | [ 132 ] |
| 2010  | British Academy Video Games Awards             | Meilleure bande originale                           | Nomination | [ 132 ] |
| 2010  | British Academy Video Games Awards             | Choix du public                                     | Nomination | [ 132 ] |
| 2010  | British Academy Video Games Awards             | Meilleure histoire                                  | Nomination | [ 132 ] |
| 2010  | British Academy Video Games Awards             | Meilleur design sonore                              | Nomination | [ 132 ] |
| 2010  | Game Audio Network Guild Awards                | Meilleur son de l'année                             | Nomination | [ 138 ] |
| 2010  | Game Audio Network Guild Awards                | Meilleurs dialogues                                 | Nomination | [ 138 ] |
| 2010  | Game Developers Choice Awards                  | Meilleure conception de jeu                         | Lauréat    | [ 133 ] |
| 2010  | Game Developers Choice Awards                  | Meilleur scénario                                   | Nomination | [ 133 ] |
| 2010  | Game Developers Choice Awards                  | Jeu de l'année                                      | Nomination | [ 133 ] |
| 2010  | Develop Awards                                 | Meilleure adaptation d'une franchise                | Lauréat    | [ 137 ] |
| 2010  | Develop Awards                                 | Meilleur studio                                     | Lauréat    | [ 137 ] |
| 2010  | Golden Reel Awards                             | Meilleur montage son                                | Nomination | [ 134 ] |

## Héritage

### Suites et dérivés
| Personne chauve avec une barbe portant la tenue de Hugo Strange, avec la blouse blanche et noire et les lunettes rondes.                                                                   |  | Photo de plain-pieds d'un homme déguisé en Chevalier d'Arkham. |
| Dans les suites, le Chevalier Noir doit faire face à plusieurs de ses ennemis mythiques comme le Dr Hugo Strange, mais également affronter de nouvelles têtes comme le Chevalier d'Arkham. |  |                                                                |

Le succès du jeu permet de créer une nouvelle franchise, composée de plusieurs suites, dérivés et comics, nommée Batman: Arkham. Deux suites directes sont développées par Rocksteady Studios. La première, Batman: Arkham City, sort en 2011 et met en scène le Chevalier Noir dans un environnement plus urbain, un an et demi après les événements du premier jeu,. Manipulé par Hugo Strange, le maire de Gotham City, Quincy Sharp ferme l'Asile d'Arkham et la prison de Blackgate, et convertit une partie des bidonvilles de la ville en une prison à ciel ouvert, connue sous le nom d'Arkham City, afin d'y enfermer tous les criminels de Gotham. Alors que Batman surveille les activités d'Arkham City, le Joker meurt de sa consommation de Titan,. La suite introduit plusieurs nouveaux personnages dans la série, dont Hugo Strange, Robin, Catwoman, Ra's al Ghul et Mr. Freeze. Par ailleurs, les joueurs les plus curieux peuvent trouver dans Arkham Asylum un bureau caché du directeur Quincy Sharp contenant les plans de la prison Arkham City qui sert de cadre au deuxième épisode. Également, en parallèle de la sortie dʼArkham City, une série limitée de six numéros de bandes dessinées — reliant les intrigues d'Arkham Asylum et dʼArkham City — est écrite par Paul Dini et illustrée par Carlos D'Anda,. Une suite narrative d'Arkham City, Batman: Arkham Knight, sort en juin 2015 et constitue le chapitre final de la série principale.
De son côté, WB Games Montréal réalise en 2013 la préquelle Batman: Arkham Origins qui met en scène Batman à ses débuts en tant que justicier masqué. De plus, la scène post-générique du titre sert d'introduction à l'équipe de super-vilains Suicide Squad, qui est mise en avant dans le film d'animation Batman : Assaut sur Arkham sorti en 2014, puis dans le jeu dérivé Suicide Squad: Kill the Justice League, sorti en février 2024,,.

### Rééditions

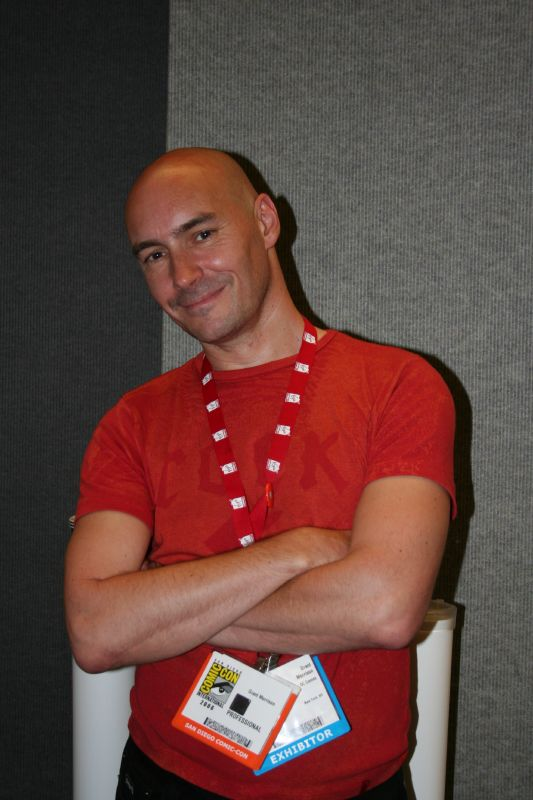
Le scénariste Grant Morrison est influencé par le jeu pour sa série de comics Batman Incorporated lancée en 2010.

En octobre 2016, WB Games sort une compilation sur Xbox One et Playstation 4, intitulée Batman: Return to Arkham et comprenant les deux premiers titres réalisés par Rocksteady. Enfin, le jeu refait parler de lui en juin 2023 lors d'un Nintendo Direct où une nouvelle compilation pour Nintendo Switch, intitulée Batman Arkham Trilogy, est annoncée pour une sortie en décembre 2023,.

### Impact
Pour sa série de comics Batman Incorporated lancée en 2010, le scénariste Grant Morrison déclare qu'il a voulu « capturer l'atmosphère » du jeu. Il développe : « Quand j'ai joué à ce jeu, c'était la première fois de ma vie où je ressentais réellement ce que c'était que d'être Batman. C'était très impliquant. La façon dont le jeu et l'histoire de Paul Dini ont été créés, conçus et tournés vous font vous sentir comme Batman. »,.
Pour ce qui est de l'impact de Batman: Arkham Asylum dans l'industrie vidéoludique, plusieurs jeux s'inspirent grandement de son style de combat, comme La Terre du Milieu : L'Ombre du Mordor, Mad Max ou encore Marvel's Spider-Man,.